# Lista över fornlämningar i Tjörns kommun
Lista över fornlämningar i Tjörns kommun är en förteckning av ett urval av de fornlämningar som finns i Tjörns kommun.

## Klövedal
| Namn                               | Lämningstyp                 | Tillkomsttid | Historisk indelning | Plats | Läge                 | ID-nr          | Bild                                      |
| ---------------------------------- | --------------------------- | ------------ | ------------------- | ----- | -------------------- | -------------- | ----------------------------------------- |
| Klövedal 1:1                       | Stenkammargrav              |              | Klövedal, Bohuslän  |       | 58.044363, 11.585537 | 10156100010001 | Ladda upp en bild av detta fornminne      |
| Halsbäck (Klövedal 2:1)            | Hällristning                |              | Klövedal, Bohuslän  |       | 58.046946, 11.531020 | 10156100020001 | Ladda upp en till bild av detta fornminne |
| Klövedal 3:1                       | Röse                        |              | Klövedal, Bohuslän  |       | 58.059880, 11.554614 | 10156100030001 | Ladda upp en bild av detta fornminne      |
| Tranerös (Klövedal 4:1)            | Röse                        |              | Klövedal, Bohuslän  |       | 58.053367, 11.555311 | 10156100040001 | Ladda upp en bild av detta fornminne      |
| Klövedal 5:1                       | Stensättning                |              | Klövedal, Bohuslän  |       | 58.051684, 11.552516 | 10156100050001 | Ladda upp en bild av detta fornminne      |
| Klövedal 5:2                       | Stensättning                |              | Klövedal, Bohuslän  |       | 58.051725, 11.552732 | 10156100050002 | Ladda upp en bild av detta fornminne      |
| Klövedal 5:3                       | Stensättning                |              | Klövedal, Bohuslän  |       | 58.051782, 11.552505 | 10156100050003 | Ladda upp en bild av detta fornminne      |
| Klövedal 6:1                       | Stensättning                |              | Klövedal, Bohuslän  |       | 58.051289, 11.550183 | 10156100060001 | Ladda upp en bild av detta fornminne      |
| Klövedal 7:1                       | Röse                        |              | Klövedal, Bohuslän  |       | 58.051465, 11.564112 | 10156100070001 | Ladda upp en bild av detta fornminne      |
| Klövedal 9:1                       | Röse                        |              | Klövedal, Bohuslän  |       | 58.042508, 11.565544 | 10156100090001 | Ladda upp en bild av detta fornminne      |
| Klövedal 11:1                      | Hällristning                |              | Klövedal, Bohuslän  |       | 58.036121, 11.561422 | 10156100110001 | Ladda upp en till bild av detta fornminne |
| Klövedal 12:1                      | Stensättning                |              | Klövedal, Bohuslän  |       | 58.042727, 11.554503 | 10156100120001 | Ladda upp en bild av detta fornminne      |
| Klövedal 14:1                      | Röse                        |              | Klövedal, Bohuslän  |       | 58.017691, 11.559434 | 10156100140001 | Ladda upp en bild av detta fornminne      |
| Klövedal 15:1                      | Röse                        |              | Klövedal, Bohuslän  |       | 58.020776, 11.569175 | 10156100150001 | Ladda upp en bild av detta fornminne      |
| Klövedal 16:1                      | Röse                        |              | Klövedal, Bohuslän  |       | 58.036200, 11.557970 | 10156100160001 | Ladda upp en bild av detta fornminne      |
| Klövedal 17:1                      | Stensättning                |              | Klövedal, Bohuslän  |       | 58.035838, 11.557326 | 10156100170001 | Ladda upp en bild av detta fornminne      |
| Klövedal 18:1                      | Röse                        |              | Klövedal, Bohuslän  |       | 58.024814, 11.554473 | 10156100180001 | Ladda upp en bild av detta fornminne      |
| Klövedal 19:1                      | Stensättning                |              | Klövedal, Bohuslän  |       | 58.036903, 11.594368 | 10156100190001 | Ladda upp en bild av detta fornminne      |
| Klövedal 19:2                      | Stensättning                |              | Klövedal, Bohuslän  |       | 58.036907, 11.593984 | 10156100190002 | Ladda upp en bild av detta fornminne      |
| Klövedal 21:1                      | Röse                        |              | Klövedal, Bohuslän  |       | 58.032748, 11.580337 | 10156100210001 | Ladda upp en bild av detta fornminne      |
| Klövedal 22:1                      | Röse                        |              | Klövedal, Bohuslän  |       | 58.026473, 11.572431 | 10156100220001 | Ladda upp en bild av detta fornminne      |
| Klövedal 24:1                      | Stensättning                |              | Klövedal, Bohuslän  |       | 58.039386, 11.579857 | 10156100240001 | Ladda upp en bild av detta fornminne      |
| Klövedal 25:1                      | Stensättning                |              | Klövedal, Bohuslän  |       | 58.039547, 11.583622 | 10156100250001 | Ladda upp en bild av detta fornminne      |
| Klövedal 27:1                      | Röse                        |              | Klövedal, Bohuslän  |       | 58.056105, 11.585874 | 10156100270001 | Ladda upp en bild av detta fornminne      |
| Gröterös (Klövedal 28:1)           | Röse                        |              | Klövedal, Bohuslän  |       | 58.029301, 11.530823 | 10156100280001 | Ladda upp en bild av detta fornminne      |
| Klövedal 30:1                      | Stensättning                |              | Klövedal, Bohuslän  |       | 58.048571, 11.503861 | 10156100300001 | Ladda upp en bild av detta fornminne      |
| Klövedal 31:1                      | Röse                        |              | Klövedal, Bohuslän  |       | 58.049876, 11.506771 | 10156100310001 | Ladda upp en bild av detta fornminne      |
| Klövedal 32:1                      | Röse                        |              | Klövedal, Bohuslän  |       | 58.050577, 11.508245 | 10156100320001 | Ladda upp en bild av detta fornminne      |
| Klövedal 33:1                      | Röse                        |              | Klövedal, Bohuslän  |       | 58.007842, 11.507955 | 10156100330001 | Ladda upp en bild av detta fornminne      |
| Klövedal 35:1                      | Stensättning                |              | Klövedal, Bohuslän  |       | 58.018832, 11.497432 | 10156100350001 | Ladda upp en bild av detta fornminne      |
| Klövedal 38:1                      | Stensättning                |              | Klövedal, Bohuslän  |       | 58.003463, 11.480579 | 10156100380001 | Ladda upp en bild av detta fornminne      |
| Klövedal 39:1                      | Lägenhetsbebyggelse         |              | Klövedal, Bohuslän  |       | 58.018682, 11.485962 | 10156100390001 | Ladda upp en bild av detta fornminne      |
| 2) S:t Olofs valar (Klövedal 40:1) | Röse                        |              | Klövedal, Bohuslän  |       | 58.015525, 11.519569 | 10156100400001 | Ladda upp en bild av detta fornminne      |
| Klövedal 41:1                      | Röse                        |              | Klövedal, Bohuslän  |       | 58.015036, 11.524284 | 10156100410001 | Ladda upp en bild av detta fornminne      |
| Klövedal 43:1                      | Röse                        |              | Klövedal, Bohuslän  |       | 58.018039, 11.523861 | 10156100430001 | Ladda upp en bild av detta fornminne      |
| Klövedal 44:1                      | Röse                        |              | Klövedal, Bohuslän  |       | 58.017970, 11.523236 | 10156100440001 | Ladda upp en bild av detta fornminne      |
| Sunna (Klövedal 46:1)              | Stensättning                |              | Klövedal, Bohuslän  |       | 58.024455, 11.547046 | 10156100460001 | Ladda upp en bild av detta fornminne      |
| Klövedal 49:1                      | Fiskeläge                   |              | Klövedal, Bohuslän  |       | 58.025847, 11.490365 | 10156100490001 | Ladda upp en bild av detta fornminne      |
| Klövedal 51:1                      | Stensättning                |              | Klövedal, Bohuslän  |       | 58.028039, 11.503824 | 10156100510001 | Ladda upp en bild av detta fornminne      |
| Klövedal 52:1                      | Stensättning                |              | Klövedal, Bohuslän  |       | 58.045650, 11.628767 | 10156100520001 | Ladda upp en bild av detta fornminne      |
| Klövedal 53:1                      | Husgrund, historisk tid     |              | Klövedal, Bohuslän  |       | 58.035221, 11.501811 | 10156100530001 | Ladda upp en bild av detta fornminne      |
| Klövedal 53:2                      | Husgrund, historisk tid     |              | Klövedal, Bohuslän  |       | 58.035073, 11.501636 | 10156100530002 | Ladda upp en bild av detta fornminne      |
| Klövedal 54:1                      | Grav markerad av sten/block |              | Klövedal, Bohuslän  |       | 58.036321, 11.498803 | 10156100540001 | Ladda upp en bild av detta fornminne      |
| Klövedal 55:1                      | Röse                        |              | Klövedal, Bohuslän  |       | 58.037445, 11.496226 | 10156100550001 | Ladda upp en bild av detta fornminne      |
| Klövedal 57:1                      | Röse                        |              | Klövedal, Bohuslän  |       | 58.039908, 11.477083 | 10156100570001 | Ladda upp en bild av detta fornminne      |
| Storrös (Klövedal 58:1)            | Röse                        |              | Klövedal, Bohuslän  |       | 58.038191, 11.534762 | 10156100580001 | Ladda upp en bild av detta fornminne      |
| Klövedal 59:1                      | Röse                        |              | Klövedal, Bohuslän  |       | 58.039065, 11.517131 | 10156100590001 | Ladda upp en bild av detta fornminne      |
| Klövedal 60:1                      | Röse                        |              | Klövedal, Bohuslän  |       | 58.039134, 11.512110 | 10156100600001 | Ladda upp en bild av detta fornminne      |
| Klövedal 61:1                      | Röse                        |              | Klövedal, Bohuslän  |       | 58.035963, 11.512394 | 10156100610001 | Ladda upp en bild av detta fornminne      |
| Klövedal 62:1                      | Röse                        |              | Klövedal, Bohuslän  |       | 58.035556, 11.511918 | 10156100620001 | Ladda upp en bild av detta fornminne      |
| Klövedal 63:1                      | Gravfält                    |              | Klövedal, Bohuslän  |       | 58.038579, 11.505484 | 10156100630001 | Ladda upp en bild av detta fornminne      |
| Klövedal 65:1                      | Röse                        |              | Klövedal, Bohuslän  |       | 58.042230, 11.506775 | 10156100650001 | Ladda upp en bild av detta fornminne      |
| Klövedal 66:1                      | Röse                        |              | Klövedal, Bohuslän  |       | 58.024284, 11.523580 | 10156100660001 | Ladda upp en bild av detta fornminne      |
| Klövedal 87:1                      | Stensättning                |              | Klövedal, Bohuslän  |       | 58.010303, 11.539800 | 10156100870001 | Ladda upp en bild av detta fornminne      |
| Klövedal 88:1                      | Gravfält                    |              | Klövedal, Bohuslän  |       | 58.010604, 11.538015 | 10156100880001 | Ladda upp en bild av detta fornminne      |
| Klövedal 89:1                      | Röse                        |              | Klövedal, Bohuslän  |       | 58.009814, 11.538522 | 10156100890001 | Ladda upp en bild av detta fornminne      |
| Klövedal 90:1                      | Stensättning                |              | Klövedal, Bohuslän  |       | 58.009561, 11.537472 | 10156100900001 | Ladda upp en bild av detta fornminne      |
| Klövedal 91:1                      | Röse                        |              | Klövedal, Bohuslän  |       | 58.009271, 11.535915 | 10156100910001 | Ladda upp en bild av detta fornminne      |
| Klövedal 91:2                      | Röse                        |              | Klövedal, Bohuslän  |       | 58.009447, 11.536639 | 10156100910002 | Ladda upp en bild av detta fornminne      |
| Klövedal 91:3                      | Stensättning                |              | Klövedal, Bohuslän  |       | 58.009478, 11.536791 | 10156100910003 | Ladda upp en bild av detta fornminne      |
| Klövedal 91:4                      | Röse                        |              | Klövedal, Bohuslän  |       | 58.009427, 11.536926 | 10156100910004 | Ladda upp en bild av detta fornminne      |
| Klövedal 91:5                      | Stensättning                |              | Klövedal, Bohuslän  |       | 58.009384, 11.536782 | 10156100910005 | Ladda upp en bild av detta fornminne      |
| Klövedal 93:1                      | Fiskeläge                   |              | Klövedal, Bohuslän  |       | 58.011339, 11.537467 | 10156100930001 | Ladda upp en bild av detta fornminne      |
| Klövedal 94:1                      | Lägenhetsbebyggelse         |              | Klövedal, Bohuslän  |       | 58.008074, 11.525516 | 10156100940001 | Ladda upp en bild av detta fornminne      |
| Klövedal 103:1                     | Röse                        |              | Klövedal, Bohuslän  |       | 58.079137, 11.560776 | 10156101030001 | Ladda upp en bild av detta fornminne      |
| Klövedal 104:1                     | Röse                        |              | Klövedal, Bohuslän  |       | 58.056155, 11.511372 | 10156101040001 | Ladda upp en bild av detta fornminne      |
| Pilane gravfält (Klövedal 105:1)   | Gravfält                    |              | Klövedal, Bohuslän  |       | 58.030945, 11.553759 | 10156101050001 | Ladda upp en till bild av detta fornminne |
| Klövedal 107:1                     | Röse                        |              | Klövedal, Bohuslän  |       | 58.031438, 11.632868 | 10156101070001 | Ladda upp en bild av detta fornminne      |
| Stora Ladan (Klövedal 113:1)       | Fornborg                    |              | Klövedal, Bohuslän  |       | 58.050322, 11.571413 | 10156101130001 | Ladda upp en bild av detta fornminne      |
| Klövedal 122:1                     | Stenkrets                   |              | Klövedal, Bohuslän  |       | 58.045678, 11.557552 | 10156101220001 | Ladda upp en bild av detta fornminne      |
| Klövedal 125:1                     | Fornborg                    |              | Klövedal, Bohuslän  |       | 58.044507, 11.631417 | 10156101250001 | Ladda upp en bild av detta fornminne      |
| Klövedal 202:1                     | Stensättning                |              | Klövedal, Bohuslän  |       | 58.010019, 11.521458 | 10156102020001 | Ladda upp en bild av detta fornminne      |
| Klövedal 204:1                     | Husgrund, historisk tid     |              | Klövedal, Bohuslän  |       | 58.007086, 11.525258 | 10156102040001 | Ladda upp en bild av detta fornminne      |
| Klövedal 215:1                     | Husgrund, historisk tid     |              | Klövedal, Bohuslän  |       | 58.028935, 11.498360 | 10156102150001 | Ladda upp en bild av detta fornminne      |
| Klövedal 233:1                     | Husgrund, historisk tid     |              | Klövedal, Bohuslän  |       | 58.015773, 11.451011 | 10156102330001 | Ladda upp en bild av detta fornminne      |
| Klövedal 253:1                     | Stensättning                |              | Klövedal, Bohuslän  |       | 58.072295, 11.571598 | 10156102530001 | Ladda upp en bild av detta fornminne      |
| Mastom,Mittsburg (Klövedal 257:1)  | Husgrund, historisk tid     |              | Klövedal, Bohuslän  |       | 58.063882, 11.554985 | 10156102570001 | Ladda upp en bild av detta fornminne      |

## Rönnäng
| Namn        | Lämningstyp  | Tillkomsttid | Historisk indelning | Plats | Läge                 | ID-nr          | Bild                                 |
| ----------- | ------------ | ------------ | ------------------- | ----- | -------------------- | -------------- | ------------------------------------ |
| Rönnäng 3:1 | Stensättning |              | Rönnäng, Bohuslän   |       | 57.924987, 11.604317 | 10159100030001 | Ladda upp en bild av detta fornminne |
| Rönnäng 121 | Fiskeläge    |              | Rönnäng, Bohuslän   |       | 57.928164, 11.602794 | 12000000070708 | Ladda upp en bild av detta fornminne |

## Stenkyrka
| Namn                                       | Lämningstyp                 | Tillkomsttid | Historisk indelning | Plats | Läge                 | ID-nr          | Bild                                      |
| ------------------------------------------ | --------------------------- | ------------ | ------------------- | ----- | -------------------- | -------------- | ----------------------------------------- |
| Stenkyrka 2:1                              | Stensättning                |              | Stenkyrka, Bohuslän |       | 57.992665, 11.685439 | 10160000020001 | Ladda upp en bild av detta fornminne      |
| Stenkyrka 3:1                              | Stensättning                |              | Stenkyrka, Bohuslän |       | 57.992456, 11.686628 | 10160000030001 | Ladda upp en bild av detta fornminne      |
| Stenkyrka 4:1                              | Hällristning                |              | Stenkyrka, Bohuslän |       | 57.993438, 11.683862 | 10160000040001 | Ladda upp en bild av detta fornminne      |
| Stenkyrka 4:2                              | Hällristning                |              | Stenkyrka, Bohuslän |       | 57.993352, 11.683384 | 10160000040002 | Ladda upp en bild av detta fornminne      |
| Stenkyrka 5:1                              | Röse                        |              | Stenkyrka, Bohuslän |       | 57.993438, 11.693332 | 10160000050001 | Ladda upp en bild av detta fornminne      |
| Stenkyrka 6:1                              | Röse                        |              | Stenkyrka, Bohuslän |       | 57.992208, 11.672702 | 10160000060001 | Ladda upp en bild av detta fornminne      |
| Stenkyrka 9:1                              | Röse                        |              | Stenkyrka, Bohuslän |       | 57.991620, 11.666441 | 10160000090001 | Ladda upp en bild av detta fornminne      |
| Stenkyrka 10:1                             | Stensättning                |              | Stenkyrka, Bohuslän |       | 57.987246, 11.681676 | 10160000100001 | Ladda upp en bild av detta fornminne      |
| Stenkyrka 11:1                             | Röse                        |              | Stenkyrka, Bohuslän |       | 57.984696, 11.685893 | 10160000110001 | Ladda upp en bild av detta fornminne      |
| Stenkyrka 11:2                             | Röse                        |              | Stenkyrka, Bohuslän |       | 57.984835, 11.685959 | 10160000110002 | Ladda upp en bild av detta fornminne      |
| Stenkyrka 11:3                             | Röse                        |              | Stenkyrka, Bohuslän |       | 57.984809, 11.686229 | 10160000110003 | Ladda upp en bild av detta fornminne      |
| Stenkyrka 11:4                             | Röse                        |              | Stenkyrka, Bohuslän |       | 57.984695, 11.686191 | 10160000110004 | Ladda upp en bild av detta fornminne      |
| Stenkyrka 12:1                             | Röse                        |              | Stenkyrka, Bohuslän |       | 57.976738, 11.650560 | 10160000120001 | Ladda upp en bild av detta fornminne      |
| Stenkyrka 13:1                             | Stensättning                |              | Stenkyrka, Bohuslän |       | 57.984432, 11.676028 | 10160000130001 | Ladda upp en bild av detta fornminne      |
| Stenkyrka 15:1                             | Stensättning                |              | Stenkyrka, Bohuslän |       | 57.980929, 11.669342 | 10160000150001 | Ladda upp en bild av detta fornminne      |
| Stenkyrka 20:1                             | Stensättning                |              | Stenkyrka, Bohuslän |       | 57.980720, 11.664323 | 10160000200001 | Ladda upp en bild av detta fornminne      |
| Stenkyrka 21:1                             | Stensättning                |              | Stenkyrka, Bohuslän |       | 57.981489, 11.659949 | 10160000210001 | Ladda upp en bild av detta fornminne      |
| Stenkyrka 22:1                             | Stenkammargrav              |              | Stenkyrka, Bohuslän |       | 57.981944, 11.660014 | 10160000220001 | Ladda upp en bild av detta fornminne      |
| Stenkyrka 26:1                             | Röse                        |              | Stenkyrka, Bohuslän |       | 57.980957, 11.646834 | 10160000260001 | Ladda upp en bild av detta fornminne      |
| Stenkyrka 27:1                             | Hällristning                |              | Stenkyrka, Bohuslän |       | 57.987215, 11.677038 | 10160000270001 | Ladda upp en bild av detta fornminne      |
| Stenkyrka 29:1                             | Röse                        |              | Stenkyrka, Bohuslän |       | 57.975185, 11.649560 | 10160000290001 | Ladda upp en bild av detta fornminne      |
| Stenkyrka 30:1                             | Röse                        |              | Stenkyrka, Bohuslän |       | 57.977319, 11.652816 | 10160000300001 | Ladda upp en bild av detta fornminne      |
| Stenkyrka 32:2                             | Stensättning                |              | Stenkyrka, Bohuslän |       | 57.974202, 11.640708 | 10160000320002 | Ladda upp en bild av detta fornminne      |
| Olsby slott (Stenkyrka 34:1)               | Fornborg                    |              | Stenkyrka, Bohuslän |       | 57.975952, 11.626614 | 10160000340001 | Ladda upp en bild av detta fornminne      |
| Stenkyrka 36:1                             | Hög                         |              | Stenkyrka, Bohuslän |       | 57.974759, 11.642825 | 10160000360001 | Ladda upp en bild av detta fornminne      |
| Stenkyrka 38:1                             | Röse                        |              | Stenkyrka, Bohuslän |       | 57.969715, 11.618378 | 10160000380001 | Ladda upp en bild av detta fornminne      |
| Stenkyrka 42:1                             | Röse                        |              | Stenkyrka, Bohuslän |       | 57.968825, 11.609852 | 10160000420001 | Ladda upp en bild av detta fornminne      |
| Stenkyrka 43:1                             | Stenkrets                   |              | Stenkyrka, Bohuslän |       | 57.966459, 11.611787 | 10160000430001 | Ladda upp en bild av detta fornminne      |
| Stenkyrka 43:2                             | Hög                         |              | Stenkyrka, Bohuslän |       | 57.966403, 11.610887 | 10160000430002 | Ladda upp en bild av detta fornminne      |
| Stenkyrka 46:2                             | Stensättning                |              | Stenkyrka, Bohuslän |       | 57.963545, 11.686670 | 10160000460002 | Ladda upp en bild av detta fornminne      |
| Stenkyrka 46:3                             | Stensättning                |              | Stenkyrka, Bohuslän |       | 57.963644, 11.686794 | 10160000460003 | Ladda upp en bild av detta fornminne      |
| Stenkyrka 47:1                             | Stensättning                |              | Stenkyrka, Bohuslän |       | 57.965771, 11.700520 | 10160000470001 | Ladda upp en bild av detta fornminne      |
| Stenkyrka 48:1                             | Röse                        |              | Stenkyrka, Bohuslän |       | 57.979864, 11.703051 | 10160000480001 | Ladda upp en bild av detta fornminne      |
| Stenkyrka 49:1                             | Röse                        |              | Stenkyrka, Bohuslän |       | 57.956515, 11.560397 | 10160000490001 | Ladda upp en bild av detta fornminne      |
| Stenkyrka 50:1                             | Gravfält                    |              | Stenkyrka, Bohuslän |       | 57.957457, 11.563850 | 10160000500001 | Ladda upp en bild av detta fornminne      |
| Stenkyrka 51:1                             | Röse                        |              | Stenkyrka, Bohuslän |       | 57.983320, 11.612978 | 10160000510001 | Ladda upp en bild av detta fornminne      |
| Kuballe rös,Kuballe vette (Stenkyrka 53:1) | Röse                        |              | Stenkyrka, Bohuslän |       | 57.959571, 11.607525 | 10160000530001 | Ladda upp en bild av detta fornminne      |
| Stenkyrka 54:1                             | Röse                        |              | Stenkyrka, Bohuslän |       | 57.985454, 11.603321 | 10160000540001 | Ladda upp en bild av detta fornminne      |
| Stenkyrka 55:1                             | Röse                        |              | Stenkyrka, Bohuslän |       | 57.991363, 11.595576 | 10160000550001 | Ladda upp en bild av detta fornminne      |
| Stenkyrka 58:1                             | Röse                        |              | Stenkyrka, Bohuslän |       | 57.966041, 11.647870 | 10160000580001 | Ladda upp en bild av detta fornminne      |
| Stenkyrka 59:1                             | Röse                        |              | Stenkyrka, Bohuslän |       | 57.965483, 11.646849 | 10160000590001 | Ladda upp en bild av detta fornminne      |
| Stenkyrka 64:1                             | Röse                        |              | Stenkyrka, Bohuslän |       | 57.982188, 11.568921 | 10160000640001 | Ladda upp en bild av detta fornminne      |
| Stenkyrka 66:1                             | Röse                        |              | Stenkyrka, Bohuslän |       | 57.982770, 11.595375 | 10160000660001 | Ladda upp en bild av detta fornminne      |
| Stenkyrka 67:1                             | Röse                        |              | Stenkyrka, Bohuslän |       | 57.984922, 11.587593 | 10160000670001 | Ladda upp en bild av detta fornminne      |
| Stenkyrka 69:1                             | Röse                        |              | Stenkyrka, Bohuslän |       | 57.981026, 11.554349 | 10160000690001 | Ladda upp en bild av detta fornminne      |
| Stenkyrka 70:1                             | Stensättning                |              | Stenkyrka, Bohuslän |       | 57.978806, 11.554162 | 10160000700001 | Ladda upp en bild av detta fornminne      |
| Stenkyrka 70:2                             | Röse                        |              | Stenkyrka, Bohuslän |       | 57.978547, 11.553293 | 10160000700002 | Ladda upp en bild av detta fornminne      |
| Stenkyrka 75:1                             | Röse                        |              | Stenkyrka, Bohuslän |       | 57.973920, 11.577261 | 10160000750001 | Ladda upp en bild av detta fornminne      |
| Stenkyrka 76:1                             | Röse                        |              | Stenkyrka, Bohuslän |       | 57.965816, 11.560208 | 10160000760001 | Ladda upp en bild av detta fornminne      |
| Stenkyrka 77:1                             | Röse                        |              | Stenkyrka, Bohuslän |       | 57.970167, 11.566619 | 10160000770001 | Ladda upp en bild av detta fornminne      |
| Stenkyrka 78:1                             | Röse                        |              | Stenkyrka, Bohuslän |       | 57.968759, 11.565184 | 10160000780001 | Ladda upp en bild av detta fornminne      |
| Stenkyrka 81:1                             | Röse                        |              | Stenkyrka, Bohuslän |       | 57.972507, 11.674937 | 10160000810001 | Ladda upp en bild av detta fornminne      |
| Stenkyrka 85:1                             | Röse                        |              | Stenkyrka, Bohuslän |       | 57.968168, 11.553580 | 10160000850001 | Ladda upp en bild av detta fornminne      |
| Stenkyrka 85:2                             | Röse                        |              | Stenkyrka, Bohuslän |       | 57.968486, 11.553575 | 10160000850002 | Ladda upp en bild av detta fornminne      |
| Stenkyrka 86:1                             | Röse                        |              | Stenkyrka, Bohuslän |       | 57.963176, 11.556978 | 10160000860001 | Ladda upp en bild av detta fornminne      |
| Stenkyrka 87:1                             | Röse                        |              | Stenkyrka, Bohuslän |       | 57.966556, 11.555285 | 10160000870001 | Ladda upp en bild av detta fornminne      |
| Stenkyrka 88:1                             | Röse                        |              | Stenkyrka, Bohuslän |       | 57.959968, 11.562286 | 10160000880001 | Ladda upp en bild av detta fornminne      |
| Stenkyrka 89:1                             | Röse                        |              | Stenkyrka, Bohuslän |       | 57.971271, 11.599545 | 10160000890001 | Ladda upp en bild av detta fornminne      |
| Stenkyrka 91:1                             | Röse                        |              | Stenkyrka, Bohuslän |       | 57.968035, 11.590314 | 10160000910001 | Ladda upp en bild av detta fornminne      |
| Stenkyrka 92:1                             | Gravfält                    |              | Stenkyrka, Bohuslän |       | 57.967190, 11.590050 | 10160000920001 | Ladda upp en bild av detta fornminne      |
| Stenkyrka 93:1                             | Grav markerad av sten/block |              | Stenkyrka, Bohuslän |       | 57.968551, 11.593635 | 10160000930001 | Ladda upp en bild av detta fornminne      |
| Stenkyrka 97:1                             | Röse                        |              | Stenkyrka, Bohuslän |       | 57.986267, 11.545620 | 10160000970001 | Ladda upp en bild av detta fornminne      |
| Stenkyrka 98:1                             | Röse                        |              | Stenkyrka, Bohuslän |       | 57.982480, 11.547358 | 10160000980001 | Ladda upp en bild av detta fornminne      |
| Stenkyrka 99:1                             | Röse                        |              | Stenkyrka, Bohuslän |       | 57.954806, 11.571569 | 10160000990001 | Ladda upp en bild av detta fornminne      |
| Stenkyrka 107:1                            | Stensättning                |              | Stenkyrka, Bohuslän |       | 58.011976, 11.686259 | 10160001070001 | Ladda upp en bild av detta fornminne      |
| Stenkyrka 108:1                            | Hällristning                |              | Stenkyrka, Bohuslän |       | 58.014360, 11.682557 | 10160001080001 | Ladda upp en bild av detta fornminne      |
| Stenkyrka 109:1                            | Hällristning                |              | Stenkyrka, Bohuslän |       | 58.011627, 11.678006 | 10160001090001 | Ladda upp en bild av detta fornminne      |
| Stenkyrka 110:1                            | Stenkammargrav              |              | Stenkyrka, Bohuslän |       | 58.011723, 11.677216 | 10160001100001 | Ladda upp en bild av detta fornminne      |
| Stenkyrka 111:1                            | Hällristning                |              | Stenkyrka, Bohuslän |       | 58.009891, 11.672766 | 10160001110001 | Ladda upp en bild av detta fornminne      |
| Stenkyrka 111:2                            | Hällristning                |              | Stenkyrka, Bohuslän |       | 58.009835, 11.673561 | 10160001110002 | Ladda upp en bild av detta fornminne      |
| Stenkyrka 111:3                            | Hällristning                |              | Stenkyrka, Bohuslän |       | 58.009881, 11.672987 | 10160001110003 | Ladda upp en bild av detta fornminne      |
| Stenkyrka 114:1                            | Grav markerad av sten/block |              | Stenkyrka, Bohuslän |       | 58.008248, 11.666701 | 10160001140001 | Ladda upp en bild av detta fornminne      |
| Stenkyrka 114:2                            | Grav markerad av sten/block |              | Stenkyrka, Bohuslän |       | 58.008374, 11.666663 | 10160001140002 | Ladda upp en bild av detta fornminne      |
| Långerös (Stenkyrka 117:1)                 | Röse                        |              | Stenkyrka, Bohuslän |       | 58.002433, 11.672379 | 10160001170001 | Ladda upp en bild av detta fornminne      |
| Stenkyrka 118:1                            | Röse                        |              | Stenkyrka, Bohuslän |       | 57.999180, 11.668657 | 10160001180001 | Ladda upp en bild av detta fornminne      |
| Stenkyrka 118:2                            | Stensättning                |              | Stenkyrka, Bohuslän |       | 57.999199, 11.668555 | 10160001180002 | Ladda upp en bild av detta fornminne      |
| Stenkyrka 120:1                            | Stenkammargrav              |              | Stenkyrka, Bohuslän |       | 57.996626, 11.682183 | 10160001200001 | Ladda upp en bild av detta fornminne      |
| Stenkyrka 121:1                            | Röse                        |              | Stenkyrka, Bohuslän |       | 58.001674, 11.681539 | 10160001210001 | Ladda upp en bild av detta fornminne      |
| Stenkyrka 122:1                            | Röse                        |              | Stenkyrka, Bohuslän |       | 58.001100, 11.691461 | 10160001220001 | Ladda upp en bild av detta fornminne      |
| Stenkyrka 123:1                            | Röse                        |              | Stenkyrka, Bohuslän |       | 57.997353, 11.689933 | 10160001230001 | Ladda upp en bild av detta fornminne      |
| Stenkyrka 127:1                            | Röse                        |              | Stenkyrka, Bohuslän |       | 58.013025, 11.652200 | 10160001270001 | Ladda upp en bild av detta fornminne      |
| Stenkyrka 127:2                            | Stensättning                |              | Stenkyrka, Bohuslän |       | 58.013100, 11.652351 | 10160001270002 | Ladda upp en bild av detta fornminne      |
| Stenkyrka 128:1                            | Röse                        |              | Stenkyrka, Bohuslän |       | 58.010088, 11.651335 | 10160001280001 | Ladda upp en bild av detta fornminne      |
| Stenkyrka 132:1                            | Hällristning                |              | Stenkyrka, Bohuslän |       | 58.008055, 11.654992 | 10160001320001 | Ladda upp en bild av detta fornminne      |
| Stenkyrka 132:2                            | Hällristning                |              | Stenkyrka, Bohuslän |       | 58.008002, 11.654862 | 10160001320002 | Ladda upp en bild av detta fornminne      |
| Stenkyrka 132:3                            | Hällristning                |              | Stenkyrka, Bohuslän |       | 58.008405, 11.655400 | 10160001320003 | Ladda upp en bild av detta fornminne      |
| Stenkyrka 132:4                            | Hällristning                |              | Stenkyrka, Bohuslän |       | 58.008085, 11.653946 | 10160001320004 | Ladda upp en bild av detta fornminne      |
| Stenkyrka 132:5                            | Hällristning                |              | Stenkyrka, Bohuslän |       | 58.008067, 11.653758 | 10160001320005 | Ladda upp en bild av detta fornminne      |
| Stenkyrka 135:1                            | Hällristning                |              | Stenkyrka, Bohuslän |       | 58.004241, 11.648150 | 10160001350001 | Ladda upp en bild av detta fornminne      |
| Stenkyrka 136:1                            | Hällristning                |              | Stenkyrka, Bohuslän |       | 58.002849, 11.645602 | 10160001360001 | Ladda upp en bild av detta fornminne      |
| Stenkyrka 138:1                            | Röse                        |              | Stenkyrka, Bohuslän |       | 57.999357, 11.643848 | 10160001380001 | Ladda upp en bild av detta fornminne      |
| Stenkyrka 142:1                            | Röse                        |              | Stenkyrka, Bohuslän |       | 58.006155, 11.618086 | 10160001420001 | Ladda upp en bild av detta fornminne      |
| Stenkyrka 143:1                            | Röse                        |              | Stenkyrka, Bohuslän |       | 58.006338, 11.619884 | 10160001430001 | Ladda upp en bild av detta fornminne      |
| Stenkyrka 144:1                            | Röse                        |              | Stenkyrka, Bohuslän |       | 58.010616, 11.620791 | 10160001440001 | Ladda upp en bild av detta fornminne      |
| Stenkyrka 144:2                            | Röse                        |              | Stenkyrka, Bohuslän |       | 58.010471, 11.620749 | 10160001440002 | Ladda upp en bild av detta fornminne      |
| Stenkyrka 146:1                            | Fornborg                    |              | Stenkyrka, Bohuslän |       | 57.999422, 11.635469 | 10160001460001 | Ladda upp en bild av detta fornminne      |
| Stenkyrka 147:1                            | Röse                        |              | Stenkyrka, Bohuslän |       | 58.005700, 11.597296 | 10160001470001 | Ladda upp en bild av detta fornminne      |
| Stenkyrka 148:1                            | Stensättning                |              | Stenkyrka, Bohuslän |       | 58.005507, 11.601072 | 10160001480001 | Ladda upp en bild av detta fornminne      |
| Stenkyrka 150:1                            | Stensättning                |              | Stenkyrka, Bohuslän |       | 58.008639, 11.601139 | 10160001500001 | Ladda upp en bild av detta fornminne      |
| Stenkyrka 150:2                            | Stensättning                |              | Stenkyrka, Bohuslän |       | 58.008340, 11.601054 | 10160001500002 | Ladda upp en bild av detta fornminne      |
| Stenkyrka 151:1                            | Hällristning                |              | Stenkyrka, Bohuslän |       | 58.008206, 11.606710 | 10160001510001 | Ladda upp en bild av detta fornminne      |
| Stenkyrka 152:1                            | Röse                        |              | Stenkyrka, Bohuslän |       | 58.002602, 11.596877 | 10160001520001 | Ladda upp en bild av detta fornminne      |
| Stenkyrka 153:1                            | Röse                        |              | Stenkyrka, Bohuslän |       | 58.003079, 11.589952 | 10160001530001 | Ladda upp en bild av detta fornminne      |
| Stenkyrka 155:1                            | Röse                        |              | Stenkyrka, Bohuslän |       | 58.012868, 11.589388 | 10160001550001 | Ladda upp en bild av detta fornminne      |
| Stenkyrka 157:1                            | Hög                         |              | Stenkyrka, Bohuslän |       | 57.995895, 11.630100 | 10160001570001 | Ladda upp en bild av detta fornminne      |
| Stenkyrka 158:1                            | Fornborg                    |              | Stenkyrka, Bohuslän |       | 57.993880, 11.617703 | 10160001580001 | Ladda upp en bild av detta fornminne      |
| Stenkyrka 159:1                            | Röse                        |              | Stenkyrka, Bohuslän |       | 57.994419, 11.596535 | 10160001590001 | Ladda upp en bild av detta fornminne      |
| Stenkyrka 160:1                            | Röse                        |              | Stenkyrka, Bohuslän |       | 57.994204, 11.594907 | 10160001600001 | Ladda upp en bild av detta fornminne      |
| Stenkyrka 161:1                            | Hög                         |              | Stenkyrka, Bohuslän |       | 57.993603, 11.605821 | 10160001610001 | Ladda upp en bild av detta fornminne      |
| Stenkyrka 162:1                            | Röse                        |              | Stenkyrka, Bohuslän |       | 57.993168, 11.609182 | 10160001620001 | Ladda upp en bild av detta fornminne      |
| Stenkyrka 163:1                            | Röse                        |              | Stenkyrka, Bohuslän |       | 57.994303, 11.610122 | 10160001630001 | Ladda upp en bild av detta fornminne      |
| Stenkyrka 164:1                            | Röse                        |              | Stenkyrka, Bohuslän |       | 57.994513, 11.608241 | 10160001640001 | Ladda upp en bild av detta fornminne      |
| Stenkyrka 166:1                            | Stensättning                |              | Stenkyrka, Bohuslän |       | 58.001442, 11.649731 | 10160001660001 | Ladda upp en bild av detta fornminne      |
| Stenkyrka 167:1                            | Röse                        |              | Stenkyrka, Bohuslän |       | 57.991892, 11.575422 | 10160001670001 | Ladda upp en bild av detta fornminne      |
| Stenkyrka 171:1                            | Gravfält                    |              | Stenkyrka, Bohuslän |       | 58.018227, 11.614867 | 10160001710001 | Ladda upp en bild av detta fornminne      |
| Stenkyrka 174:1                            | Röse                        |              | Stenkyrka, Bohuslän |       | 58.016276, 11.589629 | 10160001740001 | Ladda upp en bild av detta fornminne      |
| Stenkyrka 175:1                            | Röse                        |              | Stenkyrka, Bohuslän |       | 58.018392, 11.581019 | 10160001750001 | Ladda upp en bild av detta fornminne      |
| Stenkyrka 176:1                            | Röse                        |              | Stenkyrka, Bohuslän |       | 58.015960, 11.578227 | 10160001760001 | Ladda upp en bild av detta fornminne      |
| Stenkyrka 178:1                            | Röse                        |              | Stenkyrka, Bohuslän |       | 58.012371, 11.554864 | 10160001780001 | Ladda upp en bild av detta fornminne      |
| Stenkyrka 180:1                            | Röse                        |              | Stenkyrka, Bohuslän |       | 58.003659, 11.568403 | 10160001800001 | Ladda upp en bild av detta fornminne      |
| Stenkyrka 181:1                            | Röse                        |              | Stenkyrka, Bohuslän |       | 57.992114, 11.551390 | 10160001810001 | Ladda upp en bild av detta fornminne      |
| Stenkyrka 182:1                            | Röse                        |              | Stenkyrka, Bohuslän |       | 57.993181, 11.562988 | 10160001820001 | Ladda upp en bild av detta fornminne      |
| Stenkyrka 183:1                            | Röse                        |              | Stenkyrka, Bohuslän |       | 58.005432, 11.546223 | 10160001830001 | Ladda upp en bild av detta fornminne      |
| Stenkyrka 187:1                            | Stenkammargrav              |              | Stenkyrka, Bohuslän |       | 58.025623, 11.626582 | 10160001870001 | Ladda upp en bild av detta fornminne      |
| Stenkyrka 187:2                            | Stenkammargrav              |              | Stenkyrka, Bohuslän |       | 58.025787, 11.626532 | 10160001870002 | Ladda upp en bild av detta fornminne      |
| Stenkyrka 188:1                            | Hög                         |              | Stenkyrka, Bohuslän |       | 58.028672, 11.640541 | 10160001880001 | Ladda upp en bild av detta fornminne      |
| Stenkyrka 188:3                            | Hög                         |              | Stenkyrka, Bohuslän |       | 58.028927, 11.640164 | 10160001880003 | Ladda upp en bild av detta fornminne      |
| Borgberget (Stenkyrka 189:1)               | Fornborg                    |              | Stenkyrka, Bohuslän |       | 58.029321, 11.643517 | 10160001890001 | Ladda upp en bild av detta fornminne      |
| Stenkyrka 190:1                            | Röse                        |              | Stenkyrka, Bohuslän |       | 58.032366, 11.644308 | 10160001900001 | Ladda upp en bild av detta fornminne      |
| Stenkyrka 191:1                            | Röse                        |              | Stenkyrka, Bohuslän |       | 58.032930, 11.645433 | 10160001910001 | Ladda upp en bild av detta fornminne      |
| Stenkyrka 192:1                            | Röse                        |              | Stenkyrka, Bohuslän |       | 58.034582, 11.642605 | 10160001920001 | Ladda upp en bild av detta fornminne      |
| Stenkyrka 193:1                            | Hög                         |              | Stenkyrka, Bohuslän |       | 58.025906, 11.636215 | 10160001930001 | Ladda upp en bild av detta fornminne      |
| Stenkyrka 193:2                            | Stensättning                |              | Stenkyrka, Bohuslän |       | 58.026065, 11.635914 | 10160001930002 | Ladda upp en bild av detta fornminne      |
| Stenkyrka 194:1                            | Röse                        |              | Stenkyrka, Bohuslän |       | 58.030100, 11.633669 | 10160001940001 | Ladda upp en bild av detta fornminne      |
| Stenkyrka 195:1                            | Hög                         |              | Stenkyrka, Bohuslän |       | 58.026245, 11.637728 | 10160001950001 | Ladda upp en bild av detta fornminne      |
| Stenkyrka 196:1                            | Gravfält                    |              | Stenkyrka, Bohuslän |       | 58.024851, 11.635819 | 10160001960001 | Ladda upp en bild av detta fornminne      |
| Stenkyrka 197:1                            | Kyrka/kapell                |              | Stenkyrka, Bohuslän |       | 58.018145, 11.621726 | 10160001970001 | Ladda upp en till bild av detta fornminne |
| Stenkyrka 199:1                            | Röse                        |              | Stenkyrka, Bohuslän |       | 58.018182, 11.652766 | 10160001990001 | Ladda upp en bild av detta fornminne      |
| Stenkyrka 200:1                            | Hög                         |              | Stenkyrka, Bohuslän |       | 58.015565, 11.667596 | 10160002000001 | Ladda upp en bild av detta fornminne      |
| Stenkyrka 203:1                            | Hällristning                |              | Stenkyrka, Bohuslän |       | 58.029392, 11.641135 | 10160002030001 | Ladda upp en bild av detta fornminne      |
| Stenkyrka 204:1                            | Röse                        |              | Stenkyrka, Bohuslän |       | 58.042352, 11.643598 | 10160002040001 | Ladda upp en bild av detta fornminne      |
| Stenkyrka 205:1                            | Röse                        |              | Stenkyrka, Bohuslän |       | 58.060419, 11.626328 | 10160002050001 | Ladda upp en bild av detta fornminne      |
| Stenkyrka 206:1                            | Röse                        |              | Stenkyrka, Bohuslän |       | 58.060994, 11.625406 | 10160002060001 | Ladda upp en bild av detta fornminne      |
| Stenkyrka 207:1                            | Stensättning                |              | Stenkyrka, Bohuslän |       | 58.036065, 11.664917 | 10160002070001 | Ladda upp en bild av detta fornminne      |
| Stenkyrka 208:1                            | Röse                        |              | Stenkyrka, Bohuslän |       | 58.037617, 11.662740 | 10160002080001 | Ladda upp en bild av detta fornminne      |
| Stenkyrka 209:1                            | Röse                        |              | Stenkyrka, Bohuslän |       | 58.038588, 11.662232 | 10160002090001 | Ladda upp en bild av detta fornminne      |
| Stenkyrka 210:1                            | Stensättning                |              | Stenkyrka, Bohuslän |       | 58.033892, 11.670696 | 10160002100001 | Ladda upp en bild av detta fornminne      |
| Stenkyrka 211:1                            | Röse                        |              | Stenkyrka, Bohuslän |       | 58.033415, 11.669220 | 10160002110001 | Ladda upp en bild av detta fornminne      |
| Stenkyrka 211:2                            | Stensättning                |              | Stenkyrka, Bohuslän |       | 58.033542, 11.669187 | 10160002110002 | Ladda upp en bild av detta fornminne      |
| Stenkyrka 211:3                            | Stensättning                |              | Stenkyrka, Bohuslän |       | 58.033324, 11.669676 | 10160002110003 | Ladda upp en bild av detta fornminne      |
| Stenkyrka 212:1                            | Röse                        |              | Stenkyrka, Bohuslän |       | 58.031168, 11.666116 | 10160002120001 | Ladda upp en bild av detta fornminne      |
| Stenkyrka 212:2                            | Stensättning                |              | Stenkyrka, Bohuslän |       | 58.030837, 11.666183 | 10160002120002 | Ladda upp en bild av detta fornminne      |
| Stenkyrka 213:1                            | Röse                        |              | Stenkyrka, Bohuslän |       | 58.031642, 11.664982 | 10160002130001 | Ladda upp en bild av detta fornminne      |
| Stenkyrka 214:1                            | Stensättning                |              | Stenkyrka, Bohuslän |       | 58.034750, 11.664037 | 10160002140001 | Ladda upp en bild av detta fornminne      |
| Stenkyrka 216:1                            | Röse                        |              | Stenkyrka, Bohuslän |       | 58.023954, 11.674217 | 10160002160001 | Ladda upp en bild av detta fornminne      |
| Stenkyrka 222:1                            | Stenkammargrav              |              | Stenkyrka, Bohuslän |       | 58.025263, 11.668344 | 10160002220001 | Ladda upp en bild av detta fornminne      |
| Stenkyrka 223:1                            | Gravfält                    |              | Stenkyrka, Bohuslän |       | 58.025135, 11.670470 | 10160002230001 | Ladda upp en bild av detta fornminne      |
| Stenkyrka 224:1                            | Hög                         |              | Stenkyrka, Bohuslän |       | 58.008599, 11.684778 | 10160002240001 | Ladda upp en bild av detta fornminne      |
| Stenkyrka 224:2                            | Hög                         |              | Stenkyrka, Bohuslän |       | 58.008446, 11.684817 | 10160002240002 | Ladda upp en bild av detta fornminne      |
| Stenkyrka 225:1                            | Hällristning                |              | Stenkyrka, Bohuslän |       | 58.012677, 11.683191 | 10160002250001 | Ladda upp en bild av detta fornminne      |
| Stenkyrka 225:2                            | Hällristning                |              | Stenkyrka, Bohuslän |       | 58.012554, 11.683066 | 10160002250002 | Ladda upp en bild av detta fornminne      |
| Stenkyrka 226:1                            | Stensättning                |              | Stenkyrka, Bohuslän |       | 58.018208, 11.660521 | 10160002260001 | Ladda upp en bild av detta fornminne      |
| Stenkyrka 227:1                            | Stensättning                |              | Stenkyrka, Bohuslän |       | 58.061464, 11.633611 | 10160002270001 | Ladda upp en bild av detta fornminne      |
| Stenkyrka 228:1                            | Gravfält                    |              | Stenkyrka, Bohuslän |       | 58.039689, 11.660374 | 10160002280001 | Ladda upp en bild av detta fornminne      |
| Stenkyrka 233:1                            | Hällristning                |              | Stenkyrka, Bohuslän |       | 58.030909, 11.645746 | 10160002330001 | Ladda upp en bild av detta fornminne      |
| Stenkyrka 233:2                            | Hällristning                |              | Stenkyrka, Bohuslän |       | 58.030849, 11.645621 | 10160002330002 | Ladda upp en bild av detta fornminne      |
| Stenkyrka 233:3                            | Hällristning                |              | Stenkyrka, Bohuslän |       | 58.030797, 11.645462 | 10160002330003 | Ladda upp en bild av detta fornminne      |
| Stenkyrka 233:4                            | Hällristning                |              | Stenkyrka, Bohuslän |       | 58.030779, 11.645630 | 10160002330004 | Ladda upp en bild av detta fornminne      |
| Stenkyrka 234:1                            | Hällristning                |              | Stenkyrka, Bohuslän |       | 58.032548, 11.654150 | 10160002340001 | Ladda upp en bild av detta fornminne      |
| Stenkyrka 236:1                            | Hällristning                |              | Stenkyrka, Bohuslän |       | 58.032209, 11.650533 | 10160002360001 | Ladda upp en bild av detta fornminne      |
| Stenkyrka 237:1                            | Hällristning                |              | Stenkyrka, Bohuslän |       | 58.031357, 11.648376 | 10160002370001 | Ladda upp en bild av detta fornminne      |
| Stenkyrka 238:1                            | Husgrund, historisk tid     |              | Stenkyrka, Bohuslän |       | 58.042396, 11.647265 | 10160002380001 | Ladda upp en bild av detta fornminne      |
| Stenkyrka 242:1                            | Stensättning                |              | Stenkyrka, Bohuslän |       | 58.006855, 11.546291 | 10160002420001 | Ladda upp en bild av detta fornminne      |
| Stenkyrka 244:1                            | Hällristning                |              | Stenkyrka, Bohuslän |       | 58.013125, 11.682878 | 10160002440001 | Ladda upp en bild av detta fornminne      |
| Stenkyrka 244:2                            | Hällristning                |              | Stenkyrka, Bohuslän |       | 58.012973, 11.682510 | 10160002440002 | Ladda upp en bild av detta fornminne      |
| Stenkyrka 245:1                            | Hällristning                |              | Stenkyrka, Bohuslän |       | 57.990544, 11.694339 | 10160002450001 | Ladda upp en bild av detta fornminne      |
| Stenkyrka 251:1                            | Röse                        |              | Stenkyrka, Bohuslän |       | 57.962032, 11.582490 | 10160002510001 | Ladda upp en bild av detta fornminne      |
| Stenkyrka 252:1                            | Stensättning                |              | Stenkyrka, Bohuslän |       | 57.964458, 11.586740 | 10160002520001 | Ladda upp en bild av detta fornminne      |
| Stenkyrka 253:1                            | Stensättning                |              | Stenkyrka, Bohuslän |       | 57.966239, 11.589530 | 10160002530001 | Ladda upp en bild av detta fornminne      |
| Stenkyrka 255:1                            | Gravfält                    |              | Stenkyrka, Bohuslän |       | 57.962869, 11.625131 | 10160002550001 | Ladda upp en bild av detta fornminne      |
| Stenkyrka 261:1                            | Stensättning                |              | Stenkyrka, Bohuslän |       | 57.976560, 11.521735 | 10160002610001 | Ladda upp en bild av detta fornminne      |
| Stenkyrka 261:2                            | Stensättning                |              | Stenkyrka, Bohuslän |       | 57.976586, 11.521874 | 10160002610002 | Ladda upp en bild av detta fornminne      |
| Stenkyrka 271:1                            | Hällristning                |              | Stenkyrka, Bohuslän |       | 57.989451, 11.680087 | 10160002710001 | Ladda upp en bild av detta fornminne      |
| Stenkyrka 276:1                            | Röse                        |              | Stenkyrka, Bohuslän |       | 57.984420, 11.525112 | 10160002760001 | Ladda upp en bild av detta fornminne      |
| Stenkyrka 278:1                            | Stensättning                |              | Stenkyrka, Bohuslän |       | 57.995858, 11.532598 | 10160002780001 | Ladda upp en bild av detta fornminne      |
| Stenkyrka 281:1                            | Stensättning                |              | Stenkyrka, Bohuslän |       | 58.000763, 11.524225 | 10160002810001 | Ladda upp en bild av detta fornminne      |
| Stenkyrka 366:2                            | Hällristning                |              | Stenkyrka, Bohuslän |       | 58.016437, 11.678583 | 10160003660002 | Ladda upp en bild av detta fornminne      |
| Stenkyrka 366:3                            | Hällristning                |              | Stenkyrka, Bohuslän |       | 58.016817, 11.679256 | 10160003660003 | Ladda upp en bild av detta fornminne      |
| Stenkyrka 378:1                            | Stensättning                |              | Stenkyrka, Bohuslän |       | 57.998715, 11.667847 | 10160003780001 | Ladda upp en bild av detta fornminne      |
| Stenkyrka 379:1                            | Hällristning                |              | Stenkyrka, Bohuslän |       | 57.973335, 11.662163 | 10160003790001 | Ladda upp en bild av detta fornminne      |
| Stenkyrka 379:2                            | Hällristning                |              | Stenkyrka, Bohuslän |       | 57.973360, 11.662455 | 10160003790002 | Ladda upp en bild av detta fornminne      |
| Stenkyrka 380:1                            | Hällristning                |              | Stenkyrka, Bohuslän |       | 57.975730, 11.659536 | 10160003800001 | Ladda upp en bild av detta fornminne      |
| Stenkyrka 381:1                            | Hällristning                |              | Stenkyrka, Bohuslän |       | 57.993690, 11.684617 | 10160003810001 | Ladda upp en bild av detta fornminne      |
| Stenkyrka 382:1                            | Hällristning                |              | Stenkyrka, Bohuslän |       | 57.995150, 11.682037 | 10160003820001 | Ladda upp en bild av detta fornminne      |
| Stenkyrka 383:1                            | Hällristning                |              | Stenkyrka, Bohuslän |       | 57.986215, 11.675745 | 10160003830001 | Ladda upp en bild av detta fornminne      |
| Stenkyrka 383:2                            | Hällristning                |              | Stenkyrka, Bohuslän |       | 57.985882, 11.676022 | 10160003830002 | Ladda upp en bild av detta fornminne      |
| Stenkyrka 384:1                            | Hällristning                |              | Stenkyrka, Bohuslän |       | 57.984576, 11.671790 | 10160003840001 | Ladda upp en bild av detta fornminne      |
| Stenkyrka 384:2                            | Hällristning                |              | Stenkyrka, Bohuslän |       | 57.984696, 11.671367 | 10160003840002 | Ladda upp en bild av detta fornminne      |
| Stenkyrka 384:3                            | Hällristning                |              | Stenkyrka, Bohuslän |       | 57.984601, 11.672071 | 10160003840003 | Ladda upp en bild av detta fornminne      |
| Stenkyrka 384:4                            | Hällristning                |              | Stenkyrka, Bohuslän |       | 57.984649, 11.672225 | 10160003840004 | Ladda upp en bild av detta fornminne      |
| Stenkyrka 385:1                            | Hällristning                |              | Stenkyrka, Bohuslän |       | 57.985265, 11.664795 | 10160003850001 | Ladda upp en bild av detta fornminne      |
| Stenkyrka 386:1                            | Hällristning                |              | Stenkyrka, Bohuslän |       | 58.019705, 11.656627 | 10160003860001 | Ladda upp en bild av detta fornminne      |
| Stenkyrka 389:1                            | Hällristning                |              | Stenkyrka, Bohuslän |       | 58.028084, 11.643558 | 10160003890001 | Ladda upp en bild av detta fornminne      |
| Stenkyrka 389:2                            | Hällristning                |              | Stenkyrka, Bohuslän |       | 58.028158, 11.643569 | 10160003890002 | Ladda upp en bild av detta fornminne      |
| Stenkyrka 390:1                            | Hällristning                |              | Stenkyrka, Bohuslän |       | 58.028293, 11.641940 | 10160003900001 | Ladda upp en bild av detta fornminne      |
| Stenkyrka 391:1                            | Hällristning                |              | Stenkyrka, Bohuslän |       | 58.030994, 11.646430 | 10160003910001 | Ladda upp en bild av detta fornminne      |
| Stenkyrka 392:1                            | Hällristning                |              | Stenkyrka, Bohuslän |       | 58.017188, 11.668723 | 10160003920001 | Ladda upp en bild av detta fornminne      |
| Stenkyrka 392:2                            | Hällristning                |              | Stenkyrka, Bohuslän |       | 58.017228, 11.668591 | 10160003920002 | Ladda upp en bild av detta fornminne      |
| Stenkyrka 392:3                            | Hällristning                |              | Stenkyrka, Bohuslän |       | 58.017191, 11.668456 | 10160003920003 | Ladda upp en bild av detta fornminne      |
| Stenkyrka 393:1                            | Hällristning                |              | Stenkyrka, Bohuslän |       | 58.017734, 11.671326 | 10160003930001 | Ladda upp en bild av detta fornminne      |
| Stenkyrka 394:1                            | Hällristning                |              | Stenkyrka, Bohuslän |       | 58.016549, 11.672731 | 10160003940001 | Ladda upp en bild av detta fornminne      |
| Stenkyrka 395:1                            | Hällristning                |              | Stenkyrka, Bohuslän |       | 58.031202, 11.671517 | 10160003950001 | Ladda upp en bild av detta fornminne      |
| Stenkyrka 397:1                            | Hällristning                |              | Stenkyrka, Bohuslän |       | 58.030061, 11.671828 | 10160003970001 | Ladda upp en bild av detta fornminne      |
| Stenkyrka 398:1                            | Hällristning                |              | Stenkyrka, Bohuslän |       | 57.985213, 11.672315 | 10160003980001 | Ladda upp en bild av detta fornminne      |
| Stenkyrka 398:2                            | Hällristning                |              | Stenkyrka, Bohuslän |       | 57.985333, 11.672436 | 10160003980002 | Ladda upp en bild av detta fornminne      |
| Stenkyrka 399:1                            | Hällristning                |              | Stenkyrka, Bohuslän |       | 57.986032, 11.672985 | 10160003990001 | Ladda upp en bild av detta fornminne      |
| Stenkyrka 399:2                            | Hällristning                |              | Stenkyrka, Bohuslän |       | 57.985943, 11.672763 | 10160003990002 | Ladda upp en bild av detta fornminne      |
| Stenkyrka 400:1                            | Hällristning                |              | Stenkyrka, Bohuslän |       | 57.988499, 11.675325 | 10160004000001 | Ladda upp en bild av detta fornminne      |
| Stenkyrka 400:2                            | Hällristning                |              | Stenkyrka, Bohuslän |       | 57.988640, 11.675453 | 10160004000002 | Ladda upp en bild av detta fornminne      |
| Stenkyrka 401:1                            | Hällristning                |              | Stenkyrka, Bohuslän |       | 57.985194, 11.676497 | 10160004010001 | Ladda upp en bild av detta fornminne      |
| Stenkyrka 402:1                            | Hällristning                |              | Stenkyrka, Bohuslän |       | 57.988931, 11.677286 | 10160004020001 | Ladda upp en bild av detta fornminne      |
| Stenkyrka 403:1                            | Hällristning                |              | Stenkyrka, Bohuslän |       | 57.989314, 11.681120 | 10160004030001 | Ladda upp en bild av detta fornminne      |
| Stenkyrka 403:2                            | Hällristning                |              | Stenkyrka, Bohuslän |       | 57.989242, 11.680887 | 10160004030002 | Ladda upp en bild av detta fornminne      |
| Stenkyrka 404:1                            | Hällristning                |              | Stenkyrka, Bohuslän |       | 57.980374, 11.654683 | 10160004040001 | Ladda upp en bild av detta fornminne      |
| Stenkyrka 404:2                            | Hällristning                |              | Stenkyrka, Bohuslän |       | 57.980209, 11.655076 | 10160004040002 | Ladda upp en bild av detta fornminne      |
| Stenkyrka 405:1                            | Hällristning                |              | Stenkyrka, Bohuslän |       | 57.978818, 11.654221 | 10160004050001 | Ladda upp en bild av detta fornminne      |
| Stenkyrka 507:1                            | Lägenhetsbebyggelse         |              | Stenkyrka, Bohuslän |       | 57.997459, 11.533487 | 10160005070001 | Ladda upp en bild av detta fornminne      |
| Stenkyrka 511:1                            | Hällristning                |              | Stenkyrka, Bohuslän |       | 58.014878, 11.678586 | 10160005110001 | Ladda upp en bild av detta fornminne      |
| Stenkyrka 511:2                            | Hällristning                |              | Stenkyrka, Bohuslän |       | 58.014862, 11.678385 | 10160005110002 | Ladda upp en bild av detta fornminne      |
| Stenkyrka 511:4                            | Hällristning                |              | Stenkyrka, Bohuslän |       | 58.014862, 11.678385 | 10160005110004 | Ladda upp en bild av detta fornminne      |
| Stenkyrka 512:1                            | Hällristning                |              | Stenkyrka, Bohuslän |       | 58.018433, 11.681319 | 10160005120001 | Ladda upp en bild av detta fornminne      |
| Stenkyrka 516:1                            | Hällristning                |              | Stenkyrka, Bohuslän |       | 58.013186, 11.674641 | 10160005160001 | Ladda upp en bild av detta fornminne      |
| Stenkyrka 520:2                            | Hällristning                |              | Stenkyrka, Bohuslän |       | 57.993517, 11.681434 | 10160005200002 | Ladda upp en bild av detta fornminne      |
| Stenkyrka 523:1                            | Hällristning                |              | Stenkyrka, Bohuslän |       | 57.981778, 11.650681 | 10160005230001 | Ladda upp en bild av detta fornminne      |
| Stenkyrka 523:2                            | Hällristning                |              | Stenkyrka, Bohuslän |       | 57.981781, 11.650675 | 10160005230002 | Ladda upp en bild av detta fornminne      |
| Stenkyrka 523:3                            | Hällristning                |              | Stenkyrka, Bohuslän |       | 57.981846, 11.650546 | 10160005230003 | Ladda upp en bild av detta fornminne      |
| Stenkyrka 523:4                            | Hällristning                |              | Stenkyrka, Bohuslän |       | 57.981846, 11.650546 | 10160005230004 | Ladda upp en bild av detta fornminne      |
| Stenkyrka 523:5                            | Hällristning                |              | Stenkyrka, Bohuslän |       | 57.981846, 11.650546 | 10160005230005 | Ladda upp en bild av detta fornminne      |
| Stenkyrka 528:1                            | Stensättning                |              | Stenkyrka, Bohuslän |       | 57.956706, 11.563956 | 10160005280001 | Ladda upp en bild av detta fornminne      |
| Stenkyrka 529:3                            | Husgrund, historisk tid     |              | Stenkyrka, Bohuslän |       | 57.954847, 11.559203 | 10160005290003 | Ladda upp en bild av detta fornminne      |
| Stenkyrka 530:1                            | Fiskeläge                   |              | Stenkyrka, Bohuslän |       | 57.957691, 11.536755 | 10160005300001 | Ladda upp en bild av detta fornminne      |
| Stenkyrka 544:1                            | Fiskeläge                   |              | Stenkyrka, Bohuslän |       | 57.998150, 11.527779 | 10160005440001 | Ladda upp en bild av detta fornminne      |
| Stenkyrka 545:1                            | Fiskeläge                   |              | Stenkyrka, Bohuslän |       | 57.997299, 11.527308 | 10160005450001 | Ladda upp en bild av detta fornminne      |
| Tyftas gamla tomt (Stenkyrka 563:2)        | Hällristning                |              | Stenkyrka, Bohuslän |       | 57.976487, 11.642249 | 10160005630002 | Ladda upp en bild av detta fornminne      |
| Gläsheds gamla tomt (Stenkyrka 603:2)      | Hällristning                |              | Stenkyrka, Bohuslän |       | 58.015218, 11.674324 | 10160006030002 | Ladda upp en bild av detta fornminne      |
| Lirås gamla tomt (Stenkyrka 604:2)         | Hällristning                |              | Stenkyrka, Bohuslän |       | 58.001351, 11.667687 | 10160006040002 | Ladda upp en bild av detta fornminne      |
| Lirås gamla tomt (Stenkyrka 604:3)         | Hällristning                |              | Stenkyrka, Bohuslän |       | 58.001406, 11.667795 | 10160006040003 | Ladda upp en bild av detta fornminne      |
| Lirås gamla tomt (Stenkyrka 604:4)         | Hällristning                |              | Stenkyrka, Bohuslän |       | 58.001278, 11.667563 | 10160006040004 | Ladda upp en bild av detta fornminne      |
| Tjärnas gamla tomt (Stenkyrka 610:2)       | Hällristning                |              | Stenkyrka, Bohuslän |       | 58.008816, 11.656120 | 10160006100002 | Ladda upp en bild av detta fornminne      |
| Tjärnas gamla tomt (Stenkyrka 610:3)       | Hällristning                |              | Stenkyrka, Bohuslän |       | 58.009070, 11.655910 | 10160006100003 | Ladda upp en bild av detta fornminne      |
| Stenkyrka 651:1                            | Stensättning                |              | Stenkyrka, Bohuslän |       | 57.975766, 11.585802 | 10160006510001 | Ladda upp en bild av detta fornminne      |
| Stenkyrka 651:2                            | Stensättning                |              | Stenkyrka, Bohuslän |       | 57.975739, 11.585629 | 10160006510002 | Ladda upp en bild av detta fornminne      |
| Stenkyrka 653:1                            | Hällristning                |              | Stenkyrka, Bohuslän |       | 58.015538, 11.678570 | 10160006530001 | Ladda upp en bild av detta fornminne      |
| Stenkyrka 654:1                            | Hällristning                |              | Stenkyrka, Bohuslän |       | 58.017753, 11.681776 | 10160006540001 | Ladda upp en bild av detta fornminne      |
| Stenkyrka 654:2                            | Hällristning                |              | Stenkyrka, Bohuslän |       | 58.017506, 11.681544 | 10160006540002 | Ladda upp en bild av detta fornminne      |
| Stenkyrka 656:1                            | Stensättning                |              | Stenkyrka, Bohuslän |       | 58.001827, 11.653283 | 10160006560001 | Ladda upp en bild av detta fornminne      |
| Stenkyrka 656:2                            | Hällristning                |              | Stenkyrka, Bohuslän |       | 58.001720, 11.653143 | 10160006560002 | Ladda upp en bild av detta fornminne      |
| Stenkyrka 656:3                            | Hällristning                |              | Stenkyrka, Bohuslän |       | 58.002294, 11.653573 | 10160006560003 | Ladda upp en bild av detta fornminne      |
| Stenkyrka 657:1                            | Hällristning                |              | Stenkyrka, Bohuslän |       | 58.000824, 11.652670 | 10160006570001 | Ladda upp en bild av detta fornminne      |
| Stenkyrka 658:1                            | Hällristning                |              | Stenkyrka, Bohuslän |       | 58.003734, 11.646493 | 10160006580001 | Ladda upp en bild av detta fornminne      |
| Stenkyrka 664:1                            | Stensättning                |              | Stenkyrka, Bohuslän |       | 57.999666, 11.536005 | 10160006640001 | Ladda upp en bild av detta fornminne      |
| Stenkyrka 671:1                            | Hög                         |              | Stenkyrka, Bohuslän |       | 58.017710, 11.618192 | 10160006710001 | Ladda upp en bild av detta fornminne      |
| Stenkyrka 673:1                            | Hällristning                |              | Stenkyrka, Bohuslän |       | 58.012656, 11.681694 | 10160006730001 | Ladda upp en bild av detta fornminne      |
| Stenkyrka 673:2                            | Hällristning                |              | Stenkyrka, Bohuslän |       | 58.012830, 11.681947 | 10160006730002 | Ladda upp en bild av detta fornminne      |
| Stenkyrka 675:1                            | Hällristning                |              | Stenkyrka, Bohuslän |       | 57.988995, 11.672970 | 10160006750001 | Ladda upp en bild av detta fornminne      |
| Stenkyrka 676:1                            | Hällristning                |              | Stenkyrka, Bohuslän |       | 57.981287, 11.649900 | 10160006760001 | Ladda upp en bild av detta fornminne      |
| Stenkyrka 677:1                            | Hällristning                |              | Stenkyrka, Bohuslän |       | 57.981804, 11.655699 | 10160006770001 | Ladda upp en bild av detta fornminne      |
| Stenkyrka 677:2                            | Hällristning                |              | Stenkyrka, Bohuslän |       | 57.982168, 11.656038 | 10160006770002 | Ladda upp en bild av detta fornminne      |
| Stenkyrka 677:3                            | Hällristning                |              | Stenkyrka, Bohuslän |       | 57.981936, 11.656771 | 10160006770003 | Ladda upp en bild av detta fornminne      |
| Stenkyrka 677:4                            | Hällristning                |              | Stenkyrka, Bohuslän |       | 57.981849, 11.657592 | 10160006770004 | Ladda upp en bild av detta fornminne      |
| Stenkyrka 678:1                            | Hällristning                |              | Stenkyrka, Bohuslän |       | 58.018199, 11.672450 | 10160006780001 | Ladda upp en bild av detta fornminne      |
| Stenkyrka 679:1                            | Hällristning                |              | Stenkyrka, Bohuslän |       | 58.017989, 11.677999 | 10160006790001 | Ladda upp en bild av detta fornminne      |
| Stenkyrka 680:1                            | Hällristning                |              | Stenkyrka, Bohuslän |       | 58.016842, 11.676260 | 10160006800001 | Ladda upp en bild av detta fornminne      |
| Stenkyrka 681:1                            | Hällristning                |              | Stenkyrka, Bohuslän |       | 58.020447, 11.672848 | 10160006810001 | Ladda upp en bild av detta fornminne      |
| Stenkyrka 682:1                            | Hällristning                |              | Stenkyrka, Bohuslän |       | 58.000298, 11.667763 | 10160006820001 | Ladda upp en bild av detta fornminne      |
| Stenkyrka 683:1                            | Hällristning                |              | Stenkyrka, Bohuslän |       | 58.001948, 11.651070 | 10160006830001 | Ladda upp en bild av detta fornminne      |
| Stenkyrka 684:1                            | Hällristning                |              | Stenkyrka, Bohuslän |       | 57.999821, 11.665846 | 10160006840001 | Ladda upp en bild av detta fornminne      |
| Stenkyrka 684:2                            | Hällristning                |              | Stenkyrka, Bohuslän |       | 57.999812, 11.665627 | 10160006840002 | Ladda upp en bild av detta fornminne      |
| Stenkyrka 684:3                            | Hällristning                |              | Stenkyrka, Bohuslän |       | 57.999365, 11.665856 | 10160006840003 | Ladda upp en bild av detta fornminne      |
| Stenkyrka 685:1                            | Hällristning                |              | Stenkyrka, Bohuslän |       | 58.024663, 11.666765 | 10160006850001 | Ladda upp en bild av detta fornminne      |
| Stenkyrka 685:2                            | Hällristning                |              | Stenkyrka, Bohuslän |       | 58.024702, 11.666619 | 10160006850002 | Ladda upp en bild av detta fornminne      |
| Stenkyrka 686:1                            | Hällristning                |              | Stenkyrka, Bohuslän |       | 58.008021, 11.652023 | 10160006860001 | Ladda upp en bild av detta fornminne      |
| Stenkyrka 687:1                            | Hällristning                |              | Stenkyrka, Bohuslän |       | 58.011055, 11.660829 | 10160006870001 | Ladda upp en bild av detta fornminne      |
| Stenkyrka 688:1                            | Hällristning                |              | Stenkyrka, Bohuslän |       | 58.011003, 11.662335 | 10160006880001 | Ladda upp en bild av detta fornminne      |
| Stenkyrka 689:1                            | Hällristning                |              | Stenkyrka, Bohuslän |       | 58.011807, 11.658578 | 10160006890001 | Ladda upp en bild av detta fornminne      |
| Stenkyrka 690:1                            | Hällristning                |              | Stenkyrka, Bohuslän |       | 58.010833, 11.654598 | 10160006900001 | Ladda upp en bild av detta fornminne      |
| Stenkyrka 691:1                            | Hällristning                |              | Stenkyrka, Bohuslän |       | 58.009766, 11.654502 | 10160006910001 | Ladda upp en bild av detta fornminne      |
| Stenkyrka 691:2                            | Hällristning                |              | Stenkyrka, Bohuslän |       | 58.009572, 11.654253 | 10160006910002 | Ladda upp en bild av detta fornminne      |
| Stenkyrka 691:3                            | Hällristning                |              | Stenkyrka, Bohuslän |       | 58.009650, 11.654278 | 10160006910003 | Ladda upp en bild av detta fornminne      |
| Stenkyrka 691:4                            | Hällristning                |              | Stenkyrka, Bohuslän |       | 58.009471, 11.654254 | 10160006910004 | Ladda upp en bild av detta fornminne      |
| Stenkyrka 691:5                            | Hällristning                |              | Stenkyrka, Bohuslän |       | 58.009283, 11.654261 | 10160006910005 | Ladda upp en bild av detta fornminne      |
| Stenkyrka 691:6                            | Hällristning                |              | Stenkyrka, Bohuslän |       | 58.009106, 11.654995 | 10160006910006 | Ladda upp en bild av detta fornminne      |
| Stenkyrka 691:7                            | Hällristning                |              | Stenkyrka, Bohuslän |       | 58.009363, 11.654408 | 10160006910007 | Ladda upp en bild av detta fornminne      |
| Stenkyrka 692:1                            | Hällristning                |              | Stenkyrka, Bohuslän |       | 57.979815, 11.648584 | 10160006920001 | Ladda upp en bild av detta fornminne      |
| Stenkyrka 692:2                            | Hällristning                |              | Stenkyrka, Bohuslän |       | 57.979744, 11.647983 | 10160006920002 | Ladda upp en bild av detta fornminne      |
| Stenkyrka 693:1                            | Hällristning                |              | Stenkyrka, Bohuslän |       | 57.975198, 11.641809 | 10160006930001 | Ladda upp en bild av detta fornminne      |
| Stenkyrka 693:2                            | Hällristning                |              | Stenkyrka, Bohuslän |       | 57.975299, 11.642018 | 10160006930002 | Ladda upp en bild av detta fornminne      |
| Stenkyrka 693:3                            | Hällristning                |              | Stenkyrka, Bohuslän |       | 57.975443, 11.642114 | 10160006930003 | Ladda upp en bild av detta fornminne      |
| Stenkyrka 693:4                            | Hällristning                |              | Stenkyrka, Bohuslän |       | 57.975754, 11.641630 | 10160006930004 | Ladda upp en bild av detta fornminne      |
| Stenkyrka 693:5                            | Hällristning                |              | Stenkyrka, Bohuslän |       | 57.975587, 11.640985 | 10160006930005 | Ladda upp en bild av detta fornminne      |
| Stenkyrka 694:1                            | Hällristning                |              | Stenkyrka, Bohuslän |       | 57.970793, 11.650992 | 10160006940001 | Ladda upp en bild av detta fornminne      |
| Stenkyrka 695:1                            | Hällristning                |              | Stenkyrka, Bohuslän |       | 57.970111, 11.648976 | 10160006950001 | Ladda upp en bild av detta fornminne      |
| Stenkyrka 696:1                            | Hällristning                |              | Stenkyrka, Bohuslän |       | 57.971759, 11.657857 | 10160006960001 | Ladda upp en bild av detta fornminne      |
| Stenkyrka 698:1                            | Hällristning                |              | Stenkyrka, Bohuslän |       | 57.972882, 11.656880 | 10160006980001 | Ladda upp en bild av detta fornminne      |
| Stenkyrka 698:3                            | Hällristning                |              | Stenkyrka, Bohuslän |       | 57.972724, 11.657498 | 10160006980003 | Ladda upp en bild av detta fornminne      |
| Stenkyrka 698:4                            | Hällristning                |              | Stenkyrka, Bohuslän |       | 57.972677, 11.657622 | 10160006980004 | Ladda upp en bild av detta fornminne      |
| Stenkyrka 699:1                            | Hällristning                |              | Stenkyrka, Bohuslän |       | 58.012028, 11.665276 | 10160006990001 | Ladda upp en bild av detta fornminne      |
| Stenkyrka 710:1                            | Hällristning                |              | Stenkyrka, Bohuslän |       | 57.985772, 11.673685 | 10160007100001 | Ladda upp en bild av detta fornminne      |
| Stenkyrka 710:2                            | Hällristning                |              | Stenkyrka, Bohuslän |       | 57.985772, 11.673685 | 10160007100002 | Ladda upp en bild av detta fornminne      |
| Stenkyrka 710:3                            | Hällristning                |              | Stenkyrka, Bohuslän |       | 57.985724, 11.673510 | 10160007100003 | Ladda upp en bild av detta fornminne      |
| Stenkyrka 710:4                            | Hällristning                |              | Stenkyrka, Bohuslän |       | 57.985668, 11.673326 | 10160007100004 | Ladda upp en bild av detta fornminne      |
| Stenkyrka 710:5                            | Hällristning                |              | Stenkyrka, Bohuslän |       | 57.985668, 11.673326 | 10160007100005 | Ladda upp en bild av detta fornminne      |
| Stenkyrka 710:6                            | Hällristning                |              | Stenkyrka, Bohuslän |       | 57.985578, 11.673209 | 10160007100006 | Ladda upp en bild av detta fornminne      |
| Stenkyrka 711:1                            | Hällristning                |              | Stenkyrka, Bohuslän |       | 58.010503, 11.671753 | 10160007110001 | Ladda upp en bild av detta fornminne      |
| Stenkyrka 712:1                            | Hällristning                |              | Stenkyrka, Bohuslän |       | 58.008544, 11.671452 | 10160007120001 | Ladda upp en bild av detta fornminne      |
| Stenkyrka 713:1                            | Hällristning                |              | Stenkyrka, Bohuslän |       | 58.008996, 11.671622 | 10160007130001 | Ladda upp en bild av detta fornminne      |
| Stenkyrka 713:2                            | Hällristning                |              | Stenkyrka, Bohuslän |       | 58.009197, 11.671433 | 10160007130002 | Ladda upp en bild av detta fornminne      |
| Stenkyrka 714:1                            | Hällristning                |              | Stenkyrka, Bohuslän |       | 57.974519, 11.643538 | 10160007140001 | Ladda upp en bild av detta fornminne      |
| Stenkyrka 714:2                            | Hällristning                |              | Stenkyrka, Bohuslän |       | 57.974519, 11.643538 | 10160007140002 | Ladda upp en bild av detta fornminne      |
| Stenkyrka 715:1                            | Hällristning                |              | Stenkyrka, Bohuslän |       | 58.008209, 11.671095 | 10160007150001 | Ladda upp en bild av detta fornminne      |
| Stenkyrka 757                              | Hög                         |              | Stenkyrka, Bohuslän |       | 58.018517, 11.614682 | 12000000049195 | Ladda upp en bild av detta fornminne      |

## Valla
| Namn                                   | Lämningstyp                 | Tillkomsttid | Historisk indelning | Plats | Läge                 | ID-nr          | Bild                                      |
| -------------------------------------- | --------------------------- | ------------ | ------------------- | ----- | -------------------- | -------------- | ----------------------------------------- |
| Valla 1:1                              | Stensättning                |              | Valla, Bohuslän     |       | 58.038002, 11.669864 | 10161700010001 | Ladda upp en bild av detta fornminne      |
| Valla 2:1                              | Stensättning                |              | Valla, Bohuslän     |       | 58.039222, 11.669701 | 10161700020001 | Ladda upp en bild av detta fornminne      |
| Valla 3:1                              | Stensättning                |              | Valla, Bohuslän     |       | 58.038787, 11.673111 | 10161700030001 | Ladda upp en bild av detta fornminne      |
| Valla 4:1                              | Stensättning                |              | Valla, Bohuslän     |       | 58.035106, 11.673744 | 10161700040001 | Ladda upp en bild av detta fornminne      |
| Valla 4:2                              | Stensättning                |              | Valla, Bohuslän     |       | 58.035017, 11.673275 | 10161700040002 | Ladda upp en bild av detta fornminne      |
| Valla 4:3                              | Stensättning                |              | Valla, Bohuslän     |       | 58.034787, 11.673000 | 10161700040003 | Ladda upp en bild av detta fornminne      |
| Valla 4:4                              | Stensättning                |              | Valla, Bohuslän     |       | 58.034651, 11.673278 | 10161700040004 | Ladda upp en bild av detta fornminne      |
| Valla 6:1                              | Stensättning                |              | Valla, Bohuslän     |       | 58.035503, 11.681334 | 10161700060001 | Ladda upp en bild av detta fornminne      |
| Valla 6:2                              | Hög                         |              | Valla, Bohuslän     |       | 58.035209, 11.681221 | 10161700060002 | Ladda upp en bild av detta fornminne      |
| Valla 7:1                              | Hällristning                |              | Valla, Bohuslän     |       | 58.034737, 11.677688 | 10161700070001 | Ladda upp en bild av detta fornminne      |
| Valla 7:2                              | Hällristning                |              | Valla, Bohuslän     |       | 58.034897, 11.677442 | 10161700070002 | Ladda upp en bild av detta fornminne      |
| Valla 8:1                              | Hällristning                |              | Valla, Bohuslän     |       | 58.035145, 11.679433 | 10161700080001 | Ladda upp en bild av detta fornminne      |
| Valla 9:1                              | Hällristning                |              | Valla, Bohuslän     |       | 58.035555, 11.680199 | 10161700090001 | Ladda upp en bild av detta fornminne      |
| Valla 10:1                             | Hällristning                |              | Valla, Bohuslän     |       | 58.035166, 11.681994 | 10161700100001 | Ladda upp en bild av detta fornminne      |
| Valla 11:1                             | Hällristning                |              | Valla, Bohuslän     |       | 58.036540, 11.679670 | 10161700110001 | Ladda upp en bild av detta fornminne      |
| Valla 12:1                             | Röse                        |              | Valla, Bohuslän     |       | 58.039436, 11.682492 | 10161700120001 | Ladda upp en bild av detta fornminne      |
| Valla 13:1                             | Gravfält                    |              | Valla, Bohuslän     |       | 58.038896, 11.681799 | 10161700130001 | Ladda upp en bild av detta fornminne      |
| Valla 14:1                             | Hällristning                |              | Valla, Bohuslän     |       | 58.036280, 11.688307 | 10161700140001 | Ladda upp en bild av detta fornminne      |
| Valla 15:1                             | Stenkammargrav              |              | Valla, Bohuslän     |       | 58.036094, 11.694872 | 10161700150001 | Ladda upp en till bild av detta fornminne |
| Valla 16:1                             | Stensättning                |              | Valla, Bohuslän     |       | 58.033397, 11.693437 | 10161700160001 | Ladda upp en bild av detta fornminne      |
| Valla 17:1                             | Röse                        |              | Valla, Bohuslän     |       | 58.030346, 11.700235 | 10161700170001 | Ladda upp en bild av detta fornminne      |
| Valla 18:1                             | Stensättning                |              | Valla, Bohuslän     |       | 58.019576, 11.692828 | 10161700180001 | Ladda upp en bild av detta fornminne      |
| Valla 19:1                             | Hög                         |              | Valla, Bohuslän     |       | 58.017837, 11.691006 | 10161700190001 | Ladda upp en bild av detta fornminne      |
| Valla 19:2                             | Hög                         |              | Valla, Bohuslän     |       | 58.017893, 11.691229 | 10161700190002 | Ladda upp en bild av detta fornminne      |
| Valla 19:3                             | Stensättning                |              | Valla, Bohuslän     |       | 58.017522, 11.691740 | 10161700190003 | Ladda upp en bild av detta fornminne      |
| Valla 21:1                             | Hällristning                |              | Valla, Bohuslän     |       | 58.030279, 11.705817 | 10161700210001 | Ladda upp en bild av detta fornminne      |
| Valla 22:1                             | Hällristning                |              | Valla, Bohuslän     |       | 58.030798, 11.706263 | 10161700220001 | Ladda upp en bild av detta fornminne      |
| Valla 22:2                             | Hällristning                |              | Valla, Bohuslän     |       | 58.030683, 11.706424 | 10161700220002 | Ladda upp en bild av detta fornminne      |
| Valla 23:1                             | Röse                        |              | Valla, Bohuslän     |       | 58.029976, 11.701325 | 10161700230001 | Ladda upp en bild av detta fornminne      |
| Valla 25:1                             | Hällristning                |              | Valla, Bohuslän     |       | 58.035330, 11.702076 | 10161700250001 | Ladda upp en bild av detta fornminne      |
| Valla 26:1                             | Hällristning                |              | Valla, Bohuslän     |       | 58.035052, 11.702151 | 10161700260001 | Ladda upp en bild av detta fornminne      |
| Valla 27:1                             | Stenkammargrav              |              | Valla, Bohuslän     |       | 58.033950, 11.703456 | 10161700270001 | Ladda upp en bild av detta fornminne      |
| Valla 27:2                             | Hällristning                |              | Valla, Bohuslän     |       | 58.033953, 11.703448 | 10161700270002 | Ladda upp en bild av detta fornminne      |
| Valla 27:3                             | Hällristning                |              | Valla, Bohuslän     |       | 58.034080, 11.703887 | 10161700270003 | Ladda upp en bild av detta fornminne      |
| Valla 28:1                             | Hällristning                |              | Valla, Bohuslän     |       | 58.034239, 11.702564 | 10161700280001 | Ladda upp en bild av detta fornminne      |
| Valla 28:2                             | Hällristning                |              | Valla, Bohuslän     |       | 58.034145, 11.702533 | 10161700280002 | Ladda upp en bild av detta fornminne      |
| Valla 29:1                             | Hällristning                |              | Valla, Bohuslän     |       | 58.034230, 11.706998 | 10161700290001 | Ladda upp en bild av detta fornminne      |
| Valla 30:1                             | Hällristning                |              | Valla, Bohuslän     |       | 58.032512, 11.707313 | 10161700300001 | Ladda upp en bild av detta fornminne      |
| Valla 30:2                             | Hällristning                |              | Valla, Bohuslän     |       | 58.032587, 11.707476 | 10161700300002 | Ladda upp en bild av detta fornminne      |
| Valla 31:1                             | Hällristning                |              | Valla, Bohuslän     |       | 58.034408, 11.712131 | 10161700310001 | Ladda upp en bild av detta fornminne      |
| Valla 32:1                             | Hällristning                |              | Valla, Bohuslän     |       | 58.034894, 11.710244 | 10161700320001 | Ladda upp en bild av detta fornminne      |
| Valla 33:1                             | Hällristning                |              | Valla, Bohuslän     |       | 58.036860, 11.708389 | 10161700330001 | Ladda upp en bild av detta fornminne      |
| Valla 33:2                             | Hällristning                |              | Valla, Bohuslän     |       | 58.037133, 11.708068 | 10161700330002 | Ladda upp en bild av detta fornminne      |
| Valla 34:2                             | Hällristning                |              | Valla, Bohuslän     |       | 58.036786, 11.709721 | 10161700340002 | Ladda upp en bild av detta fornminne      |
| Valla 35:1                             | Gravfält                    |              | Valla, Bohuslän     |       | 58.037414, 11.712729 | 10161700350001 | Ladda upp en bild av detta fornminne      |
| Valla 36:1                             | Gravfält                    |              | Valla, Bohuslän     |       | 58.038839, 11.711429 | 10161700360001 | Ladda upp en bild av detta fornminne      |
| Valla 38:1                             | Hällristning                |              | Valla, Bohuslän     |       | 58.040428, 11.708726 | 10161700380001 | Ladda upp en bild av detta fornminne      |
| Valla 38:2                             | Hällristning                |              | Valla, Bohuslän     |       | 58.040352, 11.708859 | 10161700380002 | Ladda upp en bild av detta fornminne      |
| Valla 38:3                             | Hällristning                |              | Valla, Bohuslän     |       | 58.040104, 11.709297 | 10161700380003 | Ladda upp en bild av detta fornminne      |
| Valla 38:5                             | Hällristning                |              | Valla, Bohuslän     |       | 58.040432, 11.708722 | 10161700380005 | Ladda upp en bild av detta fornminne      |
| Valla 40:2                             | Hällristning                |              | Valla, Bohuslän     |       | 58.034161, 11.708897 | 10161700400002 | Ladda upp en bild av detta fornminne      |
| Valla 41:1                             | Hällristning                |              | Valla, Bohuslän     |       | 58.034866, 11.706857 | 10161700410001 | Ladda upp en bild av detta fornminne      |
| Valla 42:1                             | Hällristning                |              | Valla, Bohuslän     |       | 58.035400, 11.707207 | 10161700420001 | Ladda upp en bild av detta fornminne      |
| Valla 42:2                             | Hällristning                |              | Valla, Bohuslän     |       | 58.035426, 11.707025 | 10161700420002 | Ladda upp en bild av detta fornminne      |
| Valla 42:3                             | Hällristning                |              | Valla, Bohuslän     |       | 58.035347, 11.706907 | 10161700420003 | Ladda upp en bild av detta fornminne      |
| Valla 43:1                             | Hällristning                |              | Valla, Bohuslän     |       | 58.034424, 11.707175 | 10161700430001 | Ladda upp en bild av detta fornminne      |
| Valla 44:1                             | Hällristning                |              | Valla, Bohuslän     |       | 58.039414, 11.707824 | 10161700440001 | Ladda upp en bild av detta fornminne      |
| Valla 45:1                             | Stenkrets                   |              | Valla, Bohuslän     |       | 58.036424, 11.713052 | 10161700450001 | Ladda upp en bild av detta fornminne      |
| Valla 45:2                             | Stenkrets                   |              | Valla, Bohuslän     |       | 58.036446, 11.712799 | 10161700450002 | Ladda upp en bild av detta fornminne      |
| Valla 45:3                             | Stenkrets                   |              | Valla, Bohuslän     |       | 58.036514, 11.713131 | 10161700450003 | Ladda upp en bild av detta fornminne      |
| Valla 46:1                             | Stensättning                |              | Valla, Bohuslän     |       | 58.036782, 11.712922 | 10161700460001 | Ladda upp en bild av detta fornminne      |
| Valla 47:1                             | Stensättning                |              | Valla, Bohuslän     |       | 58.036224, 11.727050 | 10161700470001 | Ladda upp en bild av detta fornminne      |
| Valla 48:1                             | Hällristning                |              | Valla, Bohuslän     |       | 58.036373, 11.714452 | 10161700480001 | Ladda upp en bild av detta fornminne      |
| Valla 49:1                             | Stensättning                |              | Valla, Bohuslän     |       | 58.035986, 11.728367 | 10161700490001 | Ladda upp en bild av detta fornminne      |
| Valla 49:2                             | Hällristning                |              | Valla, Bohuslän     |       | 58.035856, 11.728711 | 10161700490002 | Ladda upp en bild av detta fornminne      |
| Valla 49:3                             | Hällristning                |              | Valla, Bohuslän     |       | 58.035706, 11.728615 | 10161700490003 | Ladda upp en bild av detta fornminne      |
| Valla 50:1                             | Stenkammargrav              |              | Valla, Bohuslän     |       | 58.035816, 11.727712 | 10161700500001 | Ladda upp en bild av detta fornminne      |
| Valla 50:2                             | Hällristning                |              | Valla, Bohuslän     |       | 58.035818, 11.727712 | 10161700500002 | Ladda upp en bild av detta fornminne      |
| Valla 51:1                             | Hällristning                |              | Valla, Bohuslän     |       | 58.035453, 11.727150 | 10161700510001 | Ladda upp en bild av detta fornminne      |
| Valla 52:1                             | Hällristning                |              | Valla, Bohuslän     |       | 58.036438, 11.728429 | 10161700520001 | Ladda upp en bild av detta fornminne      |
| Valla 53:1                             | Röse                        |              | Valla, Bohuslän     |       | 58.038007, 11.730133 | 10161700530001 | Ladda upp en bild av detta fornminne      |
| Valla 55:1                             | Stensättning                |              | Valla, Bohuslän     |       | 58.034250, 11.735922 | 10161700550001 | Ladda upp en bild av detta fornminne      |
| Valla 55:2                             | Stensättning                |              | Valla, Bohuslän     |       | 58.034088, 11.735923 | 10161700550002 | Ladda upp en bild av detta fornminne      |
| Valla 56:1                             | Stensättning                |              | Valla, Bohuslän     |       | 58.033291, 11.736199 | 10161700560001 | Ladda upp en bild av detta fornminne      |
| Valla 57:1                             | Hög                         |              | Valla, Bohuslän     |       | 58.036118, 11.735516 | 10161700570001 | Ladda upp en bild av detta fornminne      |
| Valla 58:1                             | Stensättning                |              | Valla, Bohuslän     |       | 58.037113, 11.733726 | 10161700580001 | Ladda upp en bild av detta fornminne      |
| Valla 59:1                             | Hällristning                |              | Valla, Bohuslän     |       | 58.035978, 11.731487 | 10161700590001 | Ladda upp en bild av detta fornminne      |
| Valla 60:1                             | Hällristning                |              | Valla, Bohuslän     |       | 58.032866, 11.727382 | 10161700600001 | Ladda upp en bild av detta fornminne      |
| Valla 62:1                             | Stensättning                |              | Valla, Bohuslän     |       | 58.034395, 11.763583 | 10161700620001 | Ladda upp en bild av detta fornminne      |
| Valla 63:1                             | Hällristning                |              | Valla, Bohuslän     |       | 58.028407, 11.724235 | 10161700630001 | Ladda upp en bild av detta fornminne      |
| Valla 64:1                             | Röse                        |              | Valla, Bohuslän     |       | 58.022618, 11.756897 | 10161700640001 | Ladda upp en bild av detta fornminne      |
| Valla 66:1                             | Röse                        |              | Valla, Bohuslän     |       | 58.027328, 11.733934 | 10161700660001 | Ladda upp en bild av detta fornminne      |
| Valla 66:2                             | Röse                        |              | Valla, Bohuslän     |       | 58.027534, 11.734144 | 10161700660002 | Ladda upp en bild av detta fornminne      |
| Valla 68:1                             | Hällristning                |              | Valla, Bohuslän     |       | 58.028408, 11.718047 | 10161700680001 | Ladda upp en bild av detta fornminne      |
| Valla 69:1                             | Gravfält                    |              | Valla, Bohuslän     |       | 58.029026, 11.720733 | 10161700690001 | Ladda upp en bild av detta fornminne      |
| Valla 71:1                             | Hällristning                |              | Valla, Bohuslän     |       | 58.025598, 11.714232 | 10161700710001 | Ladda upp en bild av detta fornminne      |
| Valla 73:1                             | Stensättning                |              | Valla, Bohuslän     |       | 58.023649, 11.717320 | 10161700730001 | Ladda upp en bild av detta fornminne      |
| Valla 73:3                             | Stensättning                |              | Valla, Bohuslän     |       | 58.023321, 11.717876 | 10161700730003 | Ladda upp en bild av detta fornminne      |
| Valla 73:4                             | Stensättning                |              | Valla, Bohuslän     |       | 58.023401, 11.718228 | 10161700730004 | Ladda upp en bild av detta fornminne      |
| Valla 74:1                             | Stenkrets                   |              | Valla, Bohuslän     |       | 58.024197, 11.719107 | 10161700740001 | Ladda upp en bild av detta fornminne      |
| Valla 75:1                             | Gravfält                    |              | Valla, Bohuslän     |       | 58.023740, 11.721367 | 10161700750001 | Ladda upp en bild av detta fornminne      |
| Valla 76:1                             | Stensättning                |              | Valla, Bohuslän     |       | 58.023083, 11.721524 | 10161700760001 | Ladda upp en bild av detta fornminne      |
| Valla 77:1                             | Stensättning                |              | Valla, Bohuslän     |       | 58.023777, 11.727313 | 10161700770001 | Ladda upp en bild av detta fornminne      |
| Valla 77:2                             | Stensättning                |              | Valla, Bohuslän     |       | 58.023830, 11.727032 | 10161700770002 | Ladda upp en bild av detta fornminne      |
| Valla 77:3                             | Stensättning                |              | Valla, Bohuslän     |       | 58.023930, 11.726788 | 10161700770003 | Ladda upp en bild av detta fornminne      |
| Valla 78:1                             | Stensättning                |              | Valla, Bohuslän     |       | 58.020991, 11.729246 | 10161700780001 | Ladda upp en bild av detta fornminne      |
| Valla 79:1                             | Hällristning                |              | Valla, Bohuslän     |       | 58.026383, 11.708040 | 10161700790001 | Ladda upp en bild av detta fornminne      |
| Valla 79:2                             | Hällristning                |              | Valla, Bohuslän     |       | 58.026353, 11.708393 | 10161700790002 | Ladda upp en bild av detta fornminne      |
| Valla 80:1                             | Gravfält                    |              | Valla, Bohuslän     |       | 58.024019, 11.706865 | 10161700800001 | Ladda upp en bild av detta fornminne      |
| Valla 81:1                             | Stensättning                |              | Valla, Bohuslän     |       | 58.024861, 11.731346 | 10161700810001 | Ladda upp en bild av detta fornminne      |
| Valla 81:2                             | Stensättning                |              | Valla, Bohuslän     |       | 58.025068, 11.731807 | 10161700810002 | Ladda upp en bild av detta fornminne      |
| Valla 82:1                             | Stensättning                |              | Valla, Bohuslän     |       | 58.024628, 11.733028 | 10161700820001 | Ladda upp en bild av detta fornminne      |
| Valla 82:2                             | Stensättning                |              | Valla, Bohuslän     |       | 58.024460, 11.733196 | 10161700820002 | Ladda upp en bild av detta fornminne      |
| Valla 82:3                             | Stensättning                |              | Valla, Bohuslän     |       | 58.024199, 11.733296 | 10161700820003 | Ladda upp en bild av detta fornminne      |
| Valla 83:1                             | Hällristning                |              | Valla, Bohuslän     |       | 58.022597, 11.733341 | 10161700830001 | Ladda upp en bild av detta fornminne      |
| Valla 84:1                             | Röse                        |              | Valla, Bohuslän     |       | 58.026552, 11.740724 | 10161700840001 | Ladda upp en bild av detta fornminne      |
| Valla 84:2                             | Stensättning                |              | Valla, Bohuslän     |       | 58.026250, 11.740402 | 10161700840002 | Ladda upp en bild av detta fornminne      |
| Valla 86:1                             | Röse                        |              | Valla, Bohuslän     |       | 58.039135, 11.741199 | 10161700860001 | Ladda upp en bild av detta fornminne      |
| Valla 87:1                             | Röse                        |              | Valla, Bohuslän     |       | 58.039668, 11.742819 | 10161700870001 | Ladda upp en bild av detta fornminne      |
| Valla 88:1                             | Stensättning                |              | Valla, Bohuslän     |       | 58.039597, 11.745447 | 10161700880001 | Ladda upp en bild av detta fornminne      |
| Valla 89:1                             | Stenkrets                   |              | Valla, Bohuslän     |       | 58.020072, 11.728681 | 10161700890001 | Ladda upp en bild av detta fornminne      |
| Valla 90:1                             | Stensättning                |              | Valla, Bohuslän     |       | 58.038073, 11.747253 | 10161700900001 | Ladda upp en bild av detta fornminne      |
| Valla 92:1                             | Stensättning                |              | Valla, Bohuslän     |       | 58.033977, 11.771793 | 10161700920001 | Ladda upp en bild av detta fornminne      |
| Valla 93:1                             | Grav markerad av sten/block |              | Valla, Bohuslän     |       | 58.018787, 11.705176 | 10161700930001 | Ladda upp en bild av detta fornminne      |
| Valla 93:2                             | Grav markerad av sten/block |              | Valla, Bohuslän     |       | 58.018863, 11.705288 | 10161700930002 | Ladda upp en bild av detta fornminne      |
| Valla 93:3                             | Grav markerad av sten/block |              | Valla, Bohuslän     |       | 58.018806, 11.705363 | 10161700930003 | Ladda upp en bild av detta fornminne      |
| Valla 93:4                             | Grav markerad av sten/block |              | Valla, Bohuslän     |       | 58.018774, 11.705453 | 10161700930004 | Ladda upp en bild av detta fornminne      |
| Valla 94:1                             | Hällristning                |              | Valla, Bohuslän     |       | 58.025586, 11.711384 | 10161700940001 | Ladda upp en bild av detta fornminne      |
| Valla 94:2                             | Hällristning                |              | Valla, Bohuslän     |       | 58.025468, 11.711183 | 10161700940002 | Ladda upp en bild av detta fornminne      |
| Valla 95:1                             | Röse                        |              | Valla, Bohuslän     |       | 58.025183, 11.762639 | 10161700950001 | Ladda upp en bild av detta fornminne      |
| Valla 96:1                             | Stensättning                |              | Valla, Bohuslän     |       | 58.027075, 11.742832 | 10161700960001 | Ladda upp en bild av detta fornminne      |
| Valla 97:1                             | Stensättning                |              | Valla, Bohuslän     |       | 58.003836, 11.746741 | 10161700970001 | Ladda upp en bild av detta fornminne      |
| Gullhögen (Valla 98:1)                 | Stenkammargrav              |              | Valla, Bohuslän     |       | 58.008240, 11.753828 | 10161700980001 | Ladda upp en bild av detta fornminne      |
| Valla 99:1                             | Röse                        |              | Valla, Bohuslän     |       | 58.011600, 11.756301 | 10161700990001 | Ladda upp en bild av detta fornminne      |
| Valla 100:1                            | Röse                        |              | Valla, Bohuslän     |       | 58.010954, 11.750783 | 10161701000001 | Ladda upp en bild av detta fornminne      |
| Valla 100:2                            | Röse                        |              | Valla, Bohuslän     |       | 58.010920, 11.750550 | 10161701000002 | Ladda upp en bild av detta fornminne      |
| Valla 102:1                            | Röse                        |              | Valla, Bohuslän     |       | 58.063262, 11.688526 | 10161701020001 | Ladda upp en bild av detta fornminne      |
| Valla 102:2                            | Röse                        |              | Valla, Bohuslän     |       | 58.063146, 11.688735 | 10161701020002 | Ladda upp en bild av detta fornminne      |
| Valla 103:1                            | Röse                        |              | Valla, Bohuslän     |       | 58.066396, 11.669040 | 10161701030001 | Ladda upp en bild av detta fornminne      |
| Valla 104:1                            | Röse                        |              | Valla, Bohuslän     |       | 58.070092, 11.679137 | 10161701040001 | Ladda upp en bild av detta fornminne      |
| Valla 104:2                            | Röse                        |              | Valla, Bohuslän     |       | 58.070094, 11.679306 | 10161701040002 | Ladda upp en bild av detta fornminne      |
| Valla 105:1                            | Stenkammargrav              |              | Valla, Bohuslän     |       | 58.073181, 11.663759 | 10161701050001 | Ladda upp en bild av detta fornminne      |
| Valla 106:1                            | Stenkrets                   |              | Valla, Bohuslän     |       | 58.064333, 11.662309 | 10161701060001 | Ladda upp en bild av detta fornminne      |
| Valla 110:1                            | Röse                        |              | Valla, Bohuslän     |       | 58.068898, 11.700660 | 10161701100001 | Ladda upp en bild av detta fornminne      |
| Valla 112:1                            | Röse                        |              | Valla, Bohuslän     |       | 58.074918, 11.732880 | 10161701120001 | Ladda upp en bild av detta fornminne      |
| Valla 113:1                            | Röse                        |              | Valla, Bohuslän     |       | 58.062661, 11.693980 | 10161701130001 | Ladda upp en bild av detta fornminne      |
| Valla 115:1                            | Hällristning                |              | Valla, Bohuslän     |       | 58.060701, 11.702607 | 10161701150001 | Ladda upp en bild av detta fornminne      |
| Valla 116:1                            | Stensättning                |              | Valla, Bohuslän     |       | 58.071987, 11.735589 | 10161701160001 | Ladda upp en bild av detta fornminne      |
| Valla 117:1                            | Runristning                 |              | Valla, Bohuslän     |       | 58.066146, 11.734468 | 10161701170001 | Ladda upp en till bild av detta fornminne |
| Valla 118:1                            | Stenkammargrav              |              | Valla, Bohuslän     |       | 58.092650, 11.748812 | 10161701180001 | Ladda upp en bild av detta fornminne      |
| Valla 121:1                            | Hällristning                |              | Valla, Bohuslän     |       | 58.043907, 11.718882 | 10161701210001 | Ladda upp en bild av detta fornminne      |
| Valla 122:1                            | Röse                        |              | Valla, Bohuslän     |       | 58.043037, 11.719879 | 10161701220001 | Ladda upp en bild av detta fornminne      |
| Valla 123:1                            | Hällristning                |              | Valla, Bohuslän     |       | 58.043246, 11.725847 | 10161701230001 | Ladda upp en bild av detta fornminne      |
| Valla 124:1                            | Hällristning                |              | Valla, Bohuslän     |       | 58.046541, 11.710711 | 10161701240001 | Ladda upp en bild av detta fornminne      |
| Valla 124:2                            | Hällristning                |              | Valla, Bohuslän     |       | 58.046467, 11.710773 | 10161701240002 | Ladda upp en bild av detta fornminne      |
| Valla 124:3                            | Hällristning                |              | Valla, Bohuslän     |       | 58.046394, 11.710811 | 10161701240003 | Ladda upp en bild av detta fornminne      |
| Valla 125:1                            | Hällristning                |              | Valla, Bohuslän     |       | 58.042474, 11.715484 | 10161701250001 | Ladda upp en bild av detta fornminne      |
| Valla 125:2                            | Hällristning                |              | Valla, Bohuslän     |       | 58.042226, 11.715851 | 10161701250002 | Ladda upp en bild av detta fornminne      |
| Valla 126:1                            | Hällristning                |              | Valla, Bohuslän     |       | 58.041920, 11.715525 | 10161701260001 | Ladda upp en bild av detta fornminne      |
| Valla 126:2                            | Hällristning                |              | Valla, Bohuslän     |       | 58.041872, 11.715334 | 10161701260002 | Ladda upp en bild av detta fornminne      |
| Valla 128:1                            | Hällristning                |              | Valla, Bohuslän     |       | 58.052044, 11.712097 | 10161701280001 | Ladda upp en bild av detta fornminne      |
| Valla 128:2                            | Hällristning                |              | Valla, Bohuslän     |       | 58.052132, 11.711902 | 10161701280002 | Ladda upp en bild av detta fornminne      |
| Valla 128:3                            | Hällristning                |              | Valla, Bohuslän     |       | 58.052128, 11.711421 | 10161701280003 | Ladda upp en bild av detta fornminne      |
| Valla 129:1                            | Hällristning                |              | Valla, Bohuslän     |       | 58.051057, 11.709680 | 10161701290001 | Ladda upp en bild av detta fornminne      |
| Valla 129:2                            | Hällristning                |              | Valla, Bohuslän     |       | 58.050978, 11.709231 | 10161701290002 | Ladda upp en bild av detta fornminne      |
| Valla 130:1                            | Hällristning                |              | Valla, Bohuslän     |       | 58.050154, 11.702138 | 10161701300001 | Ladda upp en bild av detta fornminne      |
| Valla 131:1                            | Hällristning                |              | Valla, Bohuslän     |       | 58.049853, 11.703765 | 10161701310001 | Ladda upp en bild av detta fornminne      |
| Valla 132:1                            | Hällristning                |              | Valla, Bohuslän     |       | 58.050869, 11.705417 | 10161701320001 | Ladda upp en bild av detta fornminne      |
| Valla 133:1                            | Hällristning                |              | Valla, Bohuslän     |       | 58.051100, 11.706275 | 10161701330001 | Ladda upp en bild av detta fornminne      |
| Valla 134:1                            | Hällristning                |              | Valla, Bohuslän     |       | 58.050838, 11.706992 | 10161701340001 | Ladda upp en bild av detta fornminne      |
| Valla 134:2                            | Hällristning                |              | Valla, Bohuslän     |       | 58.050893, 11.707095 | 10161701340002 | Ladda upp en bild av detta fornminne      |
| Valla 134:3                            | Hällristning                |              | Valla, Bohuslän     |       | 58.050837, 11.707152 | 10161701340003 | Ladda upp en bild av detta fornminne      |
| Valla 134:4                            | Hällristning                |              | Valla, Bohuslän     |       | 58.050795, 11.707278 | 10161701340004 | Ladda upp en bild av detta fornminne      |
| Valla 135:1                            | Hällristning                |              | Valla, Bohuslän     |       | 58.050713, 11.706046 | 10161701350001 | Ladda upp en bild av detta fornminne      |
| Valla 135:2                            | Hällristning                |              | Valla, Bohuslän     |       | 58.050766, 11.706559 | 10161701350002 | Ladda upp en bild av detta fornminne      |
| Valla 135:3                            | Hällristning                |              | Valla, Bohuslän     |       | 58.050759, 11.706756 | 10161701350003 | Ladda upp en bild av detta fornminne      |
| Valla 136:1                            | Hällristning                |              | Valla, Bohuslän     |       | 58.050394, 11.706745 | 10161701360001 | Ladda upp en bild av detta fornminne      |
| Valla 136:2                            | Hällristning                |              | Valla, Bohuslän     |       | 58.050367, 11.706917 | 10161701360002 | Ladda upp en bild av detta fornminne      |
| Valla 137:1                            | Röse                        |              | Valla, Bohuslän     |       | 58.056142, 11.718606 | 10161701370001 | Ladda upp en bild av detta fornminne      |
| Valla 138:1                            | Hällristning                |              | Valla, Bohuslän     |       | 58.054807, 11.714601 | 10161701380001 | Ladda upp en bild av detta fornminne      |
| Valla 141:1                            | Stenkammargrav              |              | Valla, Bohuslän     |       | 58.058544, 11.695007 | 10161701410001 | Ladda upp en bild av detta fornminne      |
| Valla 142:2                            | Stensättning                |              | Valla, Bohuslän     |       | 58.051810, 11.711121 | 10161701420002 | Ladda upp en bild av detta fornminne      |
| Valla 143:1                            | Röse                        |              | Valla, Bohuslän     |       | 58.043218, 11.705543 | 10161701430001 | Ladda upp en bild av detta fornminne      |
| Valla 144:1                            | Röse                        |              | Valla, Bohuslän     |       | 58.044346, 11.705154 | 10161701440001 | Ladda upp en bild av detta fornminne      |
| Valla 145:1                            | Grav markerad av sten/block |              | Valla, Bohuslän     |       | 58.042947, 11.702515 | 10161701450001 | Ladda upp en bild av detta fornminne      |
| Valla 146:1                            | Röse                        |              | Valla, Bohuslän     |       | 58.042332, 11.699826 | 10161701460001 | Ladda upp en bild av detta fornminne      |
| Valla 146:2                            | Röse                        |              | Valla, Bohuslän     |       | 58.042039, 11.699249 | 10161701460002 | Ladda upp en bild av detta fornminne      |
| Valla 153:1                            | Röse                        |              | Valla, Bohuslän     |       | 58.072336, 11.752673 | 10161701530001 | Ladda upp en bild av detta fornminne      |
| Valla 158:1                            | Fornborg                    |              | Valla, Bohuslän     |       | 58.051675, 11.692154 | 10161701580001 | Ladda upp en bild av detta fornminne      |
| Valla 159:1                            | Hög                         |              | Valla, Bohuslän     |       | 58.041397, 11.680308 | 10161701590001 | Ladda upp en bild av detta fornminne      |
| Valla 159:2                            | Hällristning                |              | Valla, Bohuslän     |       | 58.041586, 11.680363 | 10161701590002 | Ladda upp en bild av detta fornminne      |
| Valla 160:1                            | Röse                        |              | Valla, Bohuslän     |       | 58.047865, 11.668004 | 10161701600001 | Ladda upp en bild av detta fornminne      |
| Stavestenarna (Valla 164:1)            | Gravfält                    |              | Valla, Bohuslän     |       | 58.047049, 11.695540 | 10161701640001 | Ladda upp en bild av detta fornminne      |
| Valla 165:1                            | Röse                        |              | Valla, Bohuslän     |       | 58.040512, 11.685043 | 10161701650001 | Ladda upp en bild av detta fornminne      |
| Valla 166:1                            | Stensättning                |              | Valla, Bohuslän     |       | 58.040111, 11.672308 | 10161701660001 | Ladda upp en bild av detta fornminne      |
| Valla 166:2                            | Stensättning                |              | Valla, Bohuslän     |       | 58.040208, 11.672298 | 10161701660002 | Ladda upp en bild av detta fornminne      |
| Valla 167:1                            | Röse                        |              | Valla, Bohuslän     |       | 58.041273, 11.687755 | 10161701670001 | Ladda upp en bild av detta fornminne      |
| Valla 172:1                            | Hällristning                |              | Valla, Bohuslän     |       | 58.041012, 11.680522 | 10161701720001 | Ladda upp en bild av detta fornminne      |
| Valla 174:1                            | Hällristning                |              | Valla, Bohuslän     |       | 58.041756, 11.680919 | 10161701740001 | Ladda upp en bild av detta fornminne      |
| Valla 175:1                            | Hällristning                |              | Valla, Bohuslän     |       | 58.041750, 11.680273 | 10161701750001 | Ladda upp en bild av detta fornminne      |
| Valla 176:1                            | Röse                        |              | Valla, Bohuslän     |       | 58.070942, 11.614660 | 10161701760001 | Ladda upp en bild av detta fornminne      |
| Valla 178:1                            | Röse                        |              | Valla, Bohuslän     |       | 58.081807, 11.722833 | 10161701780001 | Ladda upp en bild av detta fornminne      |
| Valla 179:1                            | Stensättning                |              | Valla, Bohuslän     |       | 58.077517, 11.742889 | 10161701790001 | Ladda upp en bild av detta fornminne      |
| Valla 180:1                            | Stensättning                |              | Valla, Bohuslän     |       | 58.040342, 11.681033 | 10161701800001 | Ladda upp en bild av detta fornminne      |
| Valla 180:2                            | Hällristning                |              | Valla, Bohuslän     |       | 58.040098, 11.681769 | 10161701800002 | Ladda upp en bild av detta fornminne      |
| Valla 203:1                            | Grav markerad av sten/block |              | Valla, Bohuslän     |       | 58.002448, 11.740895 | 10161702030001 | Ladda upp en bild av detta fornminne      |
| Valla 203:2                            | Grav markerad av sten/block |              | Valla, Bohuslän     |       | 58.002504, 11.740762 | 10161702030002 | Ladda upp en bild av detta fornminne      |
| Valla 203:3                            | Grav markerad av sten/block |              | Valla, Bohuslän     |       | 58.002568, 11.740897 | 10161702030003 | Ladda upp en bild av detta fornminne      |
| Valla 203:4                            | Grav markerad av sten/block |              | Valla, Bohuslän     |       | 58.002638, 11.740931 | 10161702030004 | Ladda upp en bild av detta fornminne      |
| Valla 209:1                            | Röse                        |              | Valla, Bohuslän     |       | 57.992687, 11.718452 | 10161702090001 | Ladda upp en bild av detta fornminne      |
| Valla 210:1                            | Röse                        |              | Valla, Bohuslän     |       | 57.991259, 11.723549 | 10161702100001 | Ladda upp en bild av detta fornminne      |
| Valla 211:1                            | Stensättning                |              | Valla, Bohuslän     |       | 57.991717, 11.721228 | 10161702110001 | Ladda upp en bild av detta fornminne      |
| Valla 216:1                            | Stensättning                |              | Valla, Bohuslän     |       | 58.057129, 11.741536 | 10161702160001 | Ladda upp en bild av detta fornminne      |
| Valla 216:2                            | Stensättning                |              | Valla, Bohuslän     |       | 58.057121, 11.741802 | 10161702160002 | Ladda upp en bild av detta fornminne      |
| Valla 216:3                            | Stensättning                |              | Valla, Bohuslän     |       | 58.057112, 11.740761 | 10161702160003 | Ladda upp en bild av detta fornminne      |
| Valla 219:1                            | Hällristning                |              | Valla, Bohuslän     |       | 58.035713, 11.726439 | 10161702190001 | Ladda upp en bild av detta fornminne      |
| Valla 219:2                            | Hällristning                |              | Valla, Bohuslän     |       | 58.035735, 11.726277 | 10161702190002 | Ladda upp en bild av detta fornminne      |
| Valla 219:3                            | Hällristning                |              | Valla, Bohuslän     |       | 58.035821, 11.726255 | 10161702190003 | Ladda upp en bild av detta fornminne      |
| Valla 219:4                            | Hällristning                |              | Valla, Bohuslän     |       | 58.035807, 11.726080 | 10161702190004 | Ladda upp en bild av detta fornminne      |
| Valla 221:2                            | Hällristning                |              | Valla, Bohuslän     |       | 58.038386, 11.727884 | 10161702210002 | Ladda upp en bild av detta fornminne      |
| Valla 221:3                            | Hällristning                |              | Valla, Bohuslän     |       | 58.038139, 11.727848 | 10161702210003 | Ladda upp en bild av detta fornminne      |
| Valla 230:1                            | Hällristning                |              | Valla, Bohuslän     |       | 58.047240, 11.702712 | 10161702300001 | Ladda upp en bild av detta fornminne      |
| Valla 230:2                            | Hällristning                |              | Valla, Bohuslän     |       | 58.047483, 11.702325 | 10161702300002 | Ladda upp en bild av detta fornminne      |
| Valla 231:1                            | Hällristning                |              | Valla, Bohuslän     |       | 58.044961, 11.700740 | 10161702310001 | Ladda upp en bild av detta fornminne      |
| Valla 231:2                            | Hällristning                |              | Valla, Bohuslän     |       | 58.045054, 11.701096 | 10161702310002 | Ladda upp en bild av detta fornminne      |
| Valla 232:1                            | Hällristning                |              | Valla, Bohuslän     |       | 58.047105, 11.708528 | 10161702320001 | Ladda upp en bild av detta fornminne      |
| Valla 234:1                            | Hällristning                |              | Valla, Bohuslän     |       | 58.036348, 11.687525 | 10161702340001 | Ladda upp en bild av detta fornminne      |
| Valla 242:2                            | Hällristning                |              | Valla, Bohuslän     |       | 58.035728, 11.721333 | 10161702420002 | Ladda upp en bild av detta fornminne      |
| Valla 282:1                            | Hällristning                |              | Valla, Bohuslän     |       | 58.038899, 11.716966 | 10161702820001 | Ladda upp en bild av detta fornminne      |
| Valla 283:1                            | Hällristning                |              | Valla, Bohuslän     |       | 58.036150, 11.680321 | 10161702830001 | Ladda upp en bild av detta fornminne      |
| Valla 284:1                            | Hällristning                |              | Valla, Bohuslän     |       | 58.035299, 11.688175 | 10161702840001 | Ladda upp en bild av detta fornminne      |
| Valla 285:1                            | Hällristning                |              | Valla, Bohuslän     |       | 58.035381, 11.690076 | 10161702850001 | Ladda upp en bild av detta fornminne      |
| Valla 286:1                            | Hällristning                |              | Valla, Bohuslän     |       | 58.037115, 11.698983 | 10161702860001 | Ladda upp en bild av detta fornminne      |
| Valla 287:1                            | Hällristning                |              | Valla, Bohuslän     |       | 58.036560, 11.697613 | 10161702870001 | Ladda upp en bild av detta fornminne      |
| Valla 287:2                            | Hällristning                |              | Valla, Bohuslän     |       | 58.036507, 11.697296 | 10161702870002 | Ladda upp en bild av detta fornminne      |
| Valla 287:3                            | Hällristning                |              | Valla, Bohuslän     |       | 58.036698, 11.697186 | 10161702870003 | Ladda upp en bild av detta fornminne      |
| Valla 288:1                            | Hällristning                |              | Valla, Bohuslän     |       | 58.035589, 11.731990 | 10161702880001 | Ladda upp en bild av detta fornminne      |
| Valla 289:1                            | Hög                         |              | Valla, Bohuslän     |       | 58.040521, 11.716822 | 10161702890001 | Ladda upp en bild av detta fornminne      |
| Valla 291:1                            | Hällristning                |              | Valla, Bohuslän     |       | 58.051285, 11.710441 | 10161702910001 | Ladda upp en bild av detta fornminne      |
| Valla 291:2                            | Hällristning                |              | Valla, Bohuslän     |       | 58.051299, 11.710755 | 10161702910002 | Ladda upp en bild av detta fornminne      |
| Valla 293:1                            | Hällristning                |              | Valla, Bohuslän     |       | 58.040669, 11.730650 | 10161702930001 | Ladda upp en bild av detta fornminne      |
| Valla 294:1                            | Hällristning                |              | Valla, Bohuslän     |       | 58.038314, 11.701431 | 10161702940001 | Ladda upp en bild av detta fornminne      |
| Valla 295:1                            | Hällristning                |              | Valla, Bohuslän     |       | 58.047676, 11.701842 | 10161702950001 | Ladda upp en bild av detta fornminne      |
| Valla 296:1                            | Hällristning                |              | Valla, Bohuslän     |       | 58.039543, 11.733098 | 10161702960001 | Ladda upp en bild av detta fornminne      |
| Valla 296:2                            | Hällristning                |              | Valla, Bohuslän     |       | 58.039463, 11.732936 | 10161702960002 | Ladda upp en bild av detta fornminne      |
| Valla 336:2                            | Hällristning                |              | Valla, Bohuslän     |       | 58.048094, 11.709714 | 10161703360002 | Ladda upp en bild av detta fornminne      |
| Hammars gamla tomt (Valla 372:2)       | Hällristning                |              | Valla, Bohuslän     |       | 58.032873, 11.730466 | 10161703720002 | Ladda upp en bild av detta fornminne      |
| Valla 385:1                            | Stensättning                |              | Valla, Bohuslän     |       | 58.086291, 11.632470 | 10161703850001 | Ladda upp en bild av detta fornminne      |
| Valla 387:1                            | Stensättning                |              | Valla, Bohuslän     |       | 58.076425, 11.637482 | 10161703870001 | Ladda upp en bild av detta fornminne      |
| Valla 406:1                            | Hällristning                |              | Valla, Bohuslän     |       | 58.041150, 11.713986 | 10161704060001 | Ladda upp en bild av detta fornminne      |
| Valla 407:1                            | Hällristning                |              | Valla, Bohuslän     |       | 58.041193, 11.709511 | 10161704070001 | Ladda upp en bild av detta fornminne      |
| Valla 408:1                            | Hällristning                |              | Valla, Bohuslän     |       | 58.038760, 11.715073 | 10161704080001 | Ladda upp en bild av detta fornminne      |
| Valla 409:1                            | Hällristning                |              | Valla, Bohuslän     |       | 58.039541, 11.714528 | 10161704090001 | Ladda upp en bild av detta fornminne      |
| Valla 409:2                            | Hällristning                |              | Valla, Bohuslän     |       | 58.039355, 11.715031 | 10161704090002 | Ladda upp en bild av detta fornminne      |
| Valla 409:3                            | Hällristning                |              | Valla, Bohuslän     |       | 58.039147, 11.714648 | 10161704090003 | Ladda upp en bild av detta fornminne      |
| Valla 410:1                            | Hällristning                |              | Valla, Bohuslän     |       | 58.040110, 11.715176 | 10161704100001 | Ladda upp en bild av detta fornminne      |
| Valla 411:1                            | Hällristning                |              | Valla, Bohuslän     |       | 58.043833, 11.698684 | 10161704110001 | Ladda upp en bild av detta fornminne      |
| Röds gamla tomt (Valla 412:1)          | Hällristning                |              | Valla, Bohuslän     |       | 58.036169, 11.720175 | 10161704120001 | Ladda upp en bild av detta fornminne      |
| Valla 413:1                            | Hällristning                |              | Valla, Bohuslän     |       | 58.018717, 11.683085 | 10161704130001 | Ladda upp en bild av detta fornminne      |
| Valla 414:1                            | Hällristning                |              | Valla, Bohuslän     |       | 58.034054, 11.701617 | 10161704140001 | Ladda upp en bild av detta fornminne      |
| Valla 415:1                            | Hällristning                |              | Valla, Bohuslän     |       | 58.039166, 11.700547 | 10161704150001 | Ladda upp en bild av detta fornminne      |
| Valla 416:1                            | Hällristning                |              | Valla, Bohuslän     |       | 58.037233, 11.709223 | 10161704160001 | Ladda upp en bild av detta fornminne      |
| Valla 416:2                            | Hällristning                |              | Valla, Bohuslän     |       | 58.037479, 11.708958 | 10161704160002 | Ladda upp en bild av detta fornminne      |
| Valla 417:1                            | Hällristning                |              | Valla, Bohuslän     |       | 58.046190, 11.721363 | 10161704170001 | Ladda upp en bild av detta fornminne      |
| Valla 418:1                            | Hällristning                |              | Valla, Bohuslän     |       | 58.039015, 11.702669 | 10161704180001 | Ladda upp en bild av detta fornminne      |
| Valla 419:1                            | Hällristning                |              | Valla, Bohuslän     |       | 58.039611, 11.699836 | 10161704190001 | Ladda upp en bild av detta fornminne      |
| Valla 419:2                            | Hällristning                |              | Valla, Bohuslän     |       | 58.039690, 11.699692 | 10161704190002 | Ladda upp en bild av detta fornminne      |
| Valla 420:1                            | Hällristning                |              | Valla, Bohuslän     |       | 58.035929, 11.696073 | 10161704200001 | Ladda upp en bild av detta fornminne      |
| Valla 420:2                            | Hällristning                |              | Valla, Bohuslän     |       | 58.035788, 11.695844 | 10161704200002 | Ladda upp en bild av detta fornminne      |
| Valla 420:3                            | Hällristning                |              | Valla, Bohuslän     |       | 58.035861, 11.695654 | 10161704200003 | Ladda upp en bild av detta fornminne      |
| Valla 421:1                            | Hällristning                |              | Valla, Bohuslän     |       | 58.044408, 11.682473 | 10161704210001 | Ladda upp en bild av detta fornminne      |
| Valla 422:1                            | Hällristning                |              | Valla, Bohuslän     |       | 58.037724, 11.696271 | 10161704220001 | Ladda upp en bild av detta fornminne      |
| Valla 422:2                            | Hällristning                |              | Valla, Bohuslän     |       | 58.037648, 11.696387 | 10161704220002 | Ladda upp en bild av detta fornminne      |
| Valla 423:1                            | Hällristning                |              | Valla, Bohuslän     |       | 58.036175, 11.698711 | 10161704230001 | Ladda upp en bild av detta fornminne      |
| Valla 425:1                            | Hällristning                |              | Valla, Bohuslän     |       | 58.036462, 11.677502 | 10161704250001 | Ladda upp en bild av detta fornminne      |
| Valla 426:1                            | Hällristning                |              | Valla, Bohuslän     |       | 58.037626, 11.731498 | 10161704260001 | Ladda upp en bild av detta fornminne      |
| Valla 427:1                            | Hällristning                |              | Valla, Bohuslän     |       | 58.048314, 11.708489 | 10161704270001 | Ladda upp en bild av detta fornminne      |
| Valla 428:1                            | Hällristning                |              | Valla, Bohuslän     |       | 58.050346, 11.705777 | 10161704280001 | Ladda upp en bild av detta fornminne      |
| Valla 429:1                            | Hällristning                |              | Valla, Bohuslän     |       | 58.050713, 11.703942 | 10161704290001 | Ladda upp en bild av detta fornminne      |
| Valla 430:1                            | Hällristning                |              | Valla, Bohuslän     |       | 58.051843, 11.708512 | 10161704300001 | Ladda upp en bild av detta fornminne      |
| Valla 431:1                            | Hällristning                |              | Valla, Bohuslän     |       | 58.053151, 11.709202 | 10161704310001 | Ladda upp en bild av detta fornminne      |
| Valla 431:2                            | Hällristning                |              | Valla, Bohuslän     |       | 58.053166, 11.709831 | 10161704310002 | Ladda upp en bild av detta fornminne      |
| Valla 431:3                            | Hällristning                |              | Valla, Bohuslän     |       | 58.053171, 11.709826 | 10161704310003 | Ladda upp en bild av detta fornminne      |
| Valla 432:1                            | Hällristning                |              | Valla, Bohuslän     |       | 58.047660, 11.703591 | 10161704320001 | Ladda upp en bild av detta fornminne      |
| Valla 433:1                            | Hällristning                |              | Valla, Bohuslän     |       | 58.034410, 11.733778 | 10161704330001 | Ladda upp en bild av detta fornminne      |
| Valla 433:2                            | Hällristning                |              | Valla, Bohuslän     |       | 58.034256, 11.733738 | 10161704330002 | Ladda upp en bild av detta fornminne      |
| Valla 433:3                            | Hällristning                |              | Valla, Bohuslän     |       | 58.034345, 11.733570 | 10161704330003 | Ladda upp en bild av detta fornminne      |
| Valla 435:1                            | Hällristning                |              | Valla, Bohuslän     |       | 58.033990, 11.737465 | 10161704350001 | Ladda upp en bild av detta fornminne      |
| Sörbys gamla tomt (Valla 436:1)        | Hällristning                |              | Valla, Bohuslän     |       | 58.056514, 11.724943 | 10161704360001 | Ladda upp en bild av detta fornminne      |
| Valla 437:1                            | Hällristning                |              | Valla, Bohuslän     |       | 58.066304, 11.719527 | 10161704370001 | Ladda upp en bild av detta fornminne      |
| Valla 438:1                            | Hällristning                |              | Valla, Bohuslän     |       | 58.051660, 11.701192 | 10161704380001 | Ladda upp en bild av detta fornminne      |
| Valla 439:1                            | Hällristning                |              | Valla, Bohuslän     |       | 58.051288, 11.699081 | 10161704390001 | Ladda upp en bild av detta fornminne      |
| Sundsbys ödegärdes kvarn (Valla 447:1) | Kvarn                       |              | Valla, Bohuslän     |       | 58.064591, 11.657413 | 10161704470001 | Ladda upp en bild av detta fornminne      |
| Hultets kvarnar (Valla 448:1)          | Kvarn                       |              | Valla, Bohuslän     |       | 58.052159, 11.658375 | 10161704480001 | Ladda upp en bild av detta fornminne      |
| Hultets kvarnar (Valla 448:2)          | Kvarn                       |              | Valla, Bohuslän     |       | 58.052459, 11.658324 | 10161704480002 | Ladda upp en bild av detta fornminne      |
| Valla 459:1                            | Hällristning                |              | Valla, Bohuslän     |       | 58.036062, 11.682026 | 10161704590001 | Ladda upp en bild av detta fornminne      |
| Valla 464:1                            | Röse                        |              | Valla, Bohuslän     |       | 58.005806, 11.695885 | 10161704640001 | Ladda upp en bild av detta fornminne      |
| Valla 464:3                            | Stensättning                |              | Valla, Bohuslän     |       | 58.005456, 11.696593 | 10161704640003 | Ladda upp en bild av detta fornminne      |
| Valla 464:4                            | Stensättning                |              | Valla, Bohuslän     |       | 58.005640, 11.695654 | 10161704640004 | Ladda upp en bild av detta fornminne      |
| Valla 465:1                            | Stensättning                |              | Valla, Bohuslän     |       | 58.006022, 11.693386 | 10161704650001 | Ladda upp en bild av detta fornminne      |
| Valla 465:2                            | Stensättning                |              | Valla, Bohuslän     |       | 58.006196, 11.692783 | 10161704650002 | Ladda upp en bild av detta fornminne      |
| Valla 466:1                            | Röse                        |              | Valla, Bohuslän     |       | 58.008200, 11.687947 | 10161704660001 | Ladda upp en bild av detta fornminne      |
| Valla 467:1                            | Hällristning                |              | Valla, Bohuslän     |       | 58.035696, 11.723945 | 10161704670001 | Ladda upp en bild av detta fornminne      |
| Valla 467:2                            | Hällristning                |              | Valla, Bohuslän     |       | 58.035501, 11.723977 | 10161704670002 | Ladda upp en bild av detta fornminne      |
| Valla 467:3                            | Hällristning                |              | Valla, Bohuslän     |       | 58.035677, 11.724174 | 10161704670003 | Ladda upp en bild av detta fornminne      |